# ゲーム・オブ・スローンズの登場人物
『ゲーム・オブ・スローンズの登場人物』は、小説シリーズ『氷と炎の歌』を原作とする、HBOのテレビドラマシリーズ『ゲーム・オブ・スローンズ』に登場するキャラクターについて説明する。キャラクターの多くは原作に登場するが、原作とドラマでは描写の異なるキャラクターや、またドラマ独自のキャラクターも存在する。
登場人物の生死はシーズン7終了時点でのものである。    は故人を表す。

## 主要人物
| 役名 | 説明                                                             | 俳優                                                                           | シーズン | 声優                                       |
| --- | ---------------------------------------------------------------- | ------------------------------------------------------------------------------ | -------- | ------------------------------------------ |
| アリア・スターク | スターク家の次女                                                 | メイジー・ウィリアムズ                                                         | 1-8      | 合田絵利                                   |
| 冒険好きで男勝りの少女で、姉のサンサとは対照的である。自分のダイアウルフのナイメリアとは離ればなれになる。姉と父エダードと共にキングズランディングに移り、兄ジョンからもらった細身の剣〈ニードル〉を使いこなすよう、名高いブレーヴォスの剣士シリオ・フォレルに訓練を受ける。父が処刑された後、ヨーレンに連れられてジェンドリーらと密かに王都から抜け出す。 身分を秘したままラニスター家に捕えられ、〈ハレンの巨城〉(ハレンホール)に連れて来られるが、ジャクェン・フ=ガーの助けで脱走する。〈旗標なき兄弟団〉 に捕えられ、脱走するが今度はサンダー・クレゲインに捕えられる。身代金と交換されるために〈双子城〉に連れて来られ、スターク家が裏切られて惨殺されるのを目撃する。次に連れて来られた高巣城では、叔母ライサの死を知らされる。ブライエニーと闘って重傷を負ったサンダーを見捨て、ジャクェン・フ=ガーの指示に従い、暗殺の技を学ぶためブレーヴォスへの船に乗る。 〈黒と白の館〉にジャクェンを訪ねて暗殺集団〈顔のない男たち〉の徒弟となり、"誰でもない者"になるよう訓練を受ける。かつて師シリオ・フォレルを殺したマーリン・トラントを見かけて殺す。取るべきでない命を奪ったことでジャクェンに責められ、盲目にされ、通りの乞食となる。後に〈黒と白の館〉に戻され、〈浮浪児〉に修行を課され、視力を返される。暗殺の指令に背いたため、〈浮浪児〉に腹を刺されて重傷を負うが、返り討ちにして顔の皮を〈黒と白の館〉に飾る。ジャクェンに"誰でもない者"となったと言われるが、自分はアリア・スタークだと宣言する。 ウェスタロスに戻り顔を変えて〈双子城〉に入り、ウォルダー・フレイに息子二人の肉を食わせた後、母キャトリンと同様に喉を切り裂いて仇をとる。さらにはウォルダー・フレイの顔の皮を被ってフレイ家の主だった者を宴で毒殺する。北に向かう途中、ナイメリアと再会する。ウィンターフェルに戻ってサンサとブランに再会する。かつてサンサがロブにジョフリーへの忠誠を求めたことを知り、サンサを問い詰める。サンサとの間の不和を策謀したピーター・ベイリッシュを、サンサの命で処刑する。 ウィンターフェルに入城したジョン、サンダー、ジェンドリーに再会する。ジェンドリーに特殊な武器を製作させ、戦い前に一夜を共にする。〈長い夜〉の戦いでは、ブランを殺そうとした〈夜の王〉をヴァリリア鋼の短剣で倒し、すべての亡者の動きを止めて勝利をもたらす。ストームズエンドの領主となったジェンドリーの求婚を断る。ジョンの出自を知った後、サンダーとキングズランディングに入りサーセイを殺そうとするが、ドラゴンの攻撃で崩壊する〈赤の王城〉からサンダーに脱出させられる。ブランの戴冠を見届け、ウェスタロスの西に向かって出帆する。 |                                                                  |                                                                                |          |                                            |
| イグリット | 〈野人〉の女戦士、弓の名手                                       | ローズ・レスリー                                                               | 2-4      | 斉藤梨絵                                   |
| 〈槍の妻〉と呼ばれる〈野人〉の女戦士。ジョン・スノウに捕えられ、ジョンが〈野人〉に加わった後はその恋人になる。ジョンは〈冥夜の守人〉の誓いとイグリットへの愛の狭間で悩む。ジョンと共に〈壁〉を登って越えるが、ジョンは〈野人〉とイグリットから逃げ出す。逃げるジョンに矢を放つが逃す。〈守人〉を誘い出すために村を襲撃し村人を殺す。トアマンドと南側から〈壁〉を攻める。ジョンと再会した時に躊躇し、イグリットに父親を殺された男の子オリーに矢を射られて、ジョンの腕の中で死ぬ。遺体は〈壁〉の北に運ばれ、ジョンの手で火葬にされる。ジョンに対して彼女はよく「何も知らないジョン・スノウ」と口にする。 |                                                                  |                                                                                |          |                                            |
| ヴァリス | スパイの元締めの宦官                                             | コンリース・ヒル                                                               | 1-       | 西村太佑                                   |
| エッソス出身だがキングズランディングで〈鉄の玉座〉のために働く、スパイの元締めであり、〈小評議会〉の一員である。禿げ頭の太った宦官であり、いつも人に媚びるような女々しい態度をとるが、貴族にも庶民にも恐れられている。子供の頃、魔法使いに去勢されたと言い、ゆえに魔法と魔法使いを憎み、宗教を疑う。民衆の幸福を気にかけると言い、戦争による苦難と政治の不安定化を嫌うが、真の目的は謎である。 リトルフィンガーとはサンサの結婚や手下のスパイをめぐって暗闘する。ティリオンの能力を評価し、その愛人シェイの身の安全を気にかける。ティリオンが告発されたジョフリー王殺しの裁判では告発に沿った証言をするが、ティリオンの脱獄を助け、ともに船でエッソスに逃げ出す。 イリリオ・モパティスと協力してデナーリス・ターガリエンの王座復帰を図って来たとティリオンに言い、デナーリスに会うため一緒にミーリーンに向かうが、途中でティリオンは誘拐される。デナーリスがドロゴンと飛び去った後にミーリーンに現れ、ティリオンに再会し、デナーリスの重臣となる。ドーンでマーテル家と同盟を結んだあと、再びデナーリスの元に戻り、ウェスタロスへの帰還に同行する。デナーリスをドスラク人に売り、暗殺を命じたことを告白して許され、同行してウィンターフェルに来る。〈長い夜〉の戦いでは地下に隠れる。デナーリスの艦隊とキングズランディングに来るが、民衆の犠牲をいとわないデナーリスに代えてジョンを擁立しようとし、デナーリスに処刑される。 |                                                                  |                                                                                |          |                                            |
| ヴィセーリス・ターガリエン | ターガリエン家の生き残りの王子                                   | ハリー・ロイド                                                                 | 1        | 川中子雅人                                 |
| 狂王エイリス二世の次男として生まれ、〈ロバートの反乱〉の際、妹のデナーリスとともにエッソスに亡命した。 七王国を取り戻す軍隊を手に入れるため、ペントスの豪商イリリオ・モパティスと企んで、デナーリスとドスラク人の族長カール・ドロゴの結婚をまとめる。ドスラク人の野蛮な習慣を見下し、ドロゴが援軍を発しないことにいら立ち、妹を辱める。流血が許されないドスラクの聖なる都市で剣を抜き、妹とその胎児の命を脅かした時、怒ったドロゴに溶けた金で戴冠され殺される。 |                                                                  |                                                                                |          |                                            |
| エダード・スターク | 通称ネッド。〈北部〉のスターク家当主                             | ショーン・ビーン セバスチャン・クロフト(少年時代) ロバート・アラマヨ(青年時代) | 1,6      | 手塚秀彰 (壮年時代) 中村悠一 (青年時代)    |
| 名誉を重んじる誠実な人物として知られる。里親のジョン・アリン、親友のロバートと〈ロバートの反乱〉を起こしてターガリエン王朝を倒した。戦争中には妹リアナを救いにドーンの〈喜びの塔〉に行き、ハウランド・リードとともにアーサー・デインと戦い、瀕死のリアナからエイゴン・ターガリエンを預かり、自分の落とし子ジョン・スノウとして育てた。戦後は〈北部〉の領地にとどまって北部総督となった。 宰相である〈王の手〉ジョン・アリンの死後に、後任となることを請われ、娘たちと王都へ赴く。ジョン・アリンの死を調査し、ロバートの子供たちが、実は王妃サーセイの弟ジェイミーの子であることを発見する。ロバートが猪狩りで重傷を負って死んだあと、ロバートの次弟のスタニスを戴冠しようとするが、ピーター・ベイリッシュに裏切られる。サーセイは反逆罪でネッドを収監し、〈壁〉への追放の用意をする。しかし、新王ジョフリーの気まぐれにより公開の場で斬首させられる。 |                                                                  |                                                                                |          |                                            |
| エラリア・サンド | 落とし子でオベリン・マーテルの愛人                               | インディラ・ヴァルマ                                                           | 4-7      | 志田有彩                                   |
| ドーンで落とし子に与えられる"サンド"姓をもつ。オベリンとの間に4人の落とし子をもうけ、オベリンと共にキングズランディングに来て、目の前でオベリンの死を目撃する。 ドーンに戻り、復讐のために人質のミアセラを傷つけようとするが、プリンス・ドーラン・マーテルに止められる。オベリンの落とし子である3人の〈砂蛇〉 - オバラ、ナイメリア、タイエニー -の支持を得てミアセラを誘拐しようとして失敗し、ドーランに逮捕される。ドーランに強制されて、サーセイを脅迫したことをジェイミーに謝罪する。キングズランディングに戻るミアセラにキスで毒を盛って殺す。 〈砂蛇〉らと謀り、ラニスター家に対し軟弱なドーランとその息子のトリスタンを殺すクーデターを起こす。ヴァリスを迎え、サーセイに家族を殺されたオレナと同盟する。デナーリスと同盟するが、ヤーラの船に乗ったところをユーロンの艦隊に襲撃されて捕えられ、キングズランディングに連行されて幽閉され、実娘タイエニーがミアセラと同じ毒を盛られ遺体が腐るところを見せられる。 |                                                                  |                                                                                |          |                                            |
| カール・ドロゴ | ドスラク人の族長でデナーリスの夫                                 | ジェイソン・モモア                                                             | 1-2      | 木村雅史                                   |
| すぐれた馬の乗り手で略奪者である部族国家ドスラクのカール、すなわち族長である。ヴィセーリスはウェスタロスの侵略に味方させるために、妹デナーリスをドロゴと結婚させる。だがヴィセーリスの目に余る無礼さに怒り、溶けた黄金を注いで殺す。妊娠したデナーリスの命が狙われると、ウェスタロスを侵略することを誓う。戦傷が化膿し、治療の呪文で胎児は犠牲となり、意識不明のままとなる。デナーリスによって安楽死させられ、火葬の炎がドラゴンの卵を孵化させる。デナーリスのお気に入りの強く黒いドラゴンは、ドロゴにちなんでドロゴンと名付けられる。 |                                                                  |                                                                                |          |                                            |
| キャトリン・タリー | エダード・スタークの妻。タリー家出身                             | ミシェル・フェアリー                                                           | 1-3      | 土井美加                                   |
| 5人の子を育てるが夫の落とし子のジョン・スノウを憎む。幼馴染のピーター・ベイリッシュに騙され、ティリオンが次男のブランの暗殺を命じたと信じて逮捕し、〈五王の戦い〉を招く。 スタニスとレンリーの同盟の調停に失敗し、レンリーが暗殺されるところを目撃し、現場に居合わせたブライエニーと逃げ出す。〈双子城〉のウォルダー・フレイの娘と長男ロブの婚約をまとめるが、ロブに破約される。シオンが下の息子たちを殺したと聞き、キングズランディングに囚われる娘たちと引き換えに、戦争捕虜となっていたジェイミーをロブの命に背いて釈放し、カースターク家の離反を招く。〈双子城〉での弟エドミュアとウォルダー・フレイの娘の婚儀でフレイ家の裏切りにあい、ロブを目の前で殺され、復讐にウォルダー公の妻を殺した後、喉を切り裂かれて殺される。 |                                                                  |                                                                                |          |                                            |
| サーセイ・ラニスター | ロバート王の妃、ジェイミーと双子                                 | レナ・ヘディ ネル・ウィリアムズ(少女時代)                                      | 1-8 5    | 本田貴子                                   |
| 少女の頃、王と結婚し、夫には20人、自分には3人の子が生まれる、だがすべての子には先立たれると予言される。また、若きクイーンにすべてを奪われるとも予言される。 夫ロバートは愛さず、双子の弟のジェイミーとの間に密かにジョフリー、ミアセラ、トメンをもうける。母の産褥死をもたらした小人の弟ティリオンを激しく憎む。子の出生の秘密をエダードに発見されるが、従弟かつ愛人でロバートの従者であるランセルと謀ってロバートの死を招く。ロバートの死の後の権力闘争に勝ち、息子ジョフリーを王位につけ、摂政太后となる。だが残虐な性向を持つジョフリーを制御することができない。 スタニスによって、近親相姦の噂は七王国中に広められる。〈王の手〉代理となったティリオンによって、ミアセラはトリスタンと婚約させられ、ドーンに送られる。〈ブラックウォーターの戦い〉では敗北を覚悟し、トメンと共に自殺しかける。 勝利の後、父タイウィンによって摂政太后の座から下ろされ、タイレル家との同盟を固めるためにロラスと婚約させられる。ジョフリーが毒殺されると、死に際に指差したティリオンを逮捕させ、その死を強く望む。ティリオンの決闘裁判ではグレガー・クレゲインを自らの代理闘士とする。裁判で勝ったものの瀕死となったグレガーをクァイバーンに治療させる。 タイウィン亡き後、〈王の手〉の代理となり権力をふるう。若きクイーンにすべてを奪われると言う予言を信じて、トメンと結婚したマージェリーとタイレル家の追い落としを謀る。堕落したハイ・セプトンを辞職させ、清廉なハイ・スパロウ(雀聖下)を後任とする。七神正教に奉仕する聖兵の復活を認め、メイス・タイレルをブレーヴォスの〈鉄の銀行〉に送った隙に、ロラスを男色の罪で逮捕させ、マージェリーもまた偽証罪で逮捕させる。ピーター・ベイリッシュからサンサがウィンターフェルでラムジー・ボルトンと結婚しようとしていることと、スタニスがウィンターフェルを攻めようとしていることを聞き、ピーターが〈アリンの谷間〉の兵でウィンターフェルを奪えば北部総督にすると約束する。ランセルの証言で、不倫と反逆罪で逮捕される。不倫の罪だけを認め、"慈母の慈悲"により裸で街を歩く"恥辱の道"の試練を課された後に保釈される。 ミアセラがドーンで殺されて復讐を誓う。マージェリー奪回を訴えてオレナの支持を得て、七神正教を武力で打倒しようとするが、トメンがハイ・スパロウと和解したため断念する。反逆罪の裁判での決闘裁判はトメンに禁止される。裁判の日、大聖堂の地下の〈火素〉を爆発させてハイ・スパロウをタイレル家ともども抹殺する。妻を失ったトメンに自殺され、自らがサーセイ一世として玉座に着く。 ミアセラの復讐として、タイエニーに毒を盛り、遺体が腐るまで母エラリアに見せるようはからう。デナーリスに寝返ったタイレル家を壊滅させ、その財産で〈鉄の銀行〉の負債を払い新たな融資を受ける。再びジェイミーの子を身ごもる。ホワイト・ウォーカーと戦うためにデナーリスと偽りの休戦をし、〈黄金兵団〉を雇う。ブロンにジェイミーとティリオンの暗殺を命じる。キングズランディングに押し寄せたデナーリスの降伏の求めを拒否し、捕虜にしたミッサンデイを斬首する。降伏をよしとせず、デナーリス軍に攻められてキングズランディングは壊滅し、ジェイミーと二人で建物の下敷きとなって死ぬ。 |                                                                  |                                                                                |          |                                            |
| サムウェル・ターリー | 〈冥夜の守人〉、ジョン・スノウの太った友人                       | ジョン・ブラッドリー                                                           | 1-8      | 最上嗣生                                   |
| 河間平野のタイレル家の旗主ランディル・ターリー公の長男である。臆病なため世継ぎの座を奪われ〈壁〉に追放される。〈冥夜の守人〉に加わった当初は虐められるが、ジョン・スノウと友達になって庇護を受ける。メイスター・エイモンの雑士となり、総帥のジオー・モーモントと一緒に壁の向こう側に行く。 〈クラスターの砦〉からジリと赤子を連れて逃げ出し、黒曜石(ドラゴングラス)でホワイト・ウォーカーを殺す。〈夜の砦〉でブラン・スターク一行と出会って〈壁〉を越えさせた後、ジリを伴って〈壁〉の〈黒の城〉に戻りホワイト・ウォーカーの出現をメイスター・エイモンに知らせる。ジリを愛するようになり、〈野人〉が〈壁〉を攻める間ジリとその子を匿う。総帥選挙ではジョンを擁立し、当選させる。〈堅牢な家〉(ハードホーム)に向かうジョンにドラゴングラスの武器を渡す。メイスター・エイモンの最期をみとり、ブラザーに襲われたジリを救い、結ばれる。 メイスターになるためジリとオールドタウンの〈知識の城〉に向かう。女人の立ち入りが許されないため、ジルと子を故郷の〈角の丘城〉(ホーン・ヒル)に預けようとする。だが父の敵意を見てあきらめ、宝剣〈心臓裂き〉を盗んで逃げだす。ジリとともに〈知識の城〉に着き、徒弟として修業しながらホワイト・ウォーカーのことを調べる。修業を途中でやめて北へ去り、ウィンターフェルに来る。デナーリスから父と弟の処刑を聞かされ、記録を読んで知った真の出自をジョンに告げる。ジオーへの尊敬の念から、〈心臓裂き〉をジョラーに渡す。〈長い夜〉の戦いを生き延びてジリとともにウィンターフェルに残る。キングズランディングに来て戦後処理を話し合う有力諸家の会合に出席し、ブラン王のもとでグランド・メイスターに就任する。 |                                                                  |                                                                                |          |                                            |
| サンサ・スターク | スターク家の長女                                                 | ソフィー・ターナー                                                             | 1-8      | 津田美波                                   |
| 美しく女らしい少女で、妹アリアとは不仲である。父エダードが〈王の手〉になった時に皇太子のジョフリーと婚約し、キングズランディングに移って宮廷生活を楽しむ。ダイアウルフのレディはサーセイの主張で殺される。 父が処刑されたのちは虜囚となり、ジョフリーに虐待を受ける。〈ブラックウォーターの戦い〉の後、ジョフリーに婚約を破棄され、内心で喜ぶ。北部の支配権のため、タイレル家によってロラスと結婚させられようとするが、これを知った〈王の手〉タイウィンによって、次男の小人ティリオンと結婚させられる。だがティリオンは床入りを強制しようとしない。ジョフリーが毒殺された婚儀の場から、サー・ドントスに連れられて逃げ出し、ピーター・ベイリッシュの船に迎えられる。 ベイリッシュに連れられて叔母ライサの治める高巣城に着く。ベイリッシュとの仲を疑うライサはサンサの目の前でベイリッシュに殺される。諸侯の告発からベイリッシュを救う。 ベイリッシュに連れられて西に旅し、途中で出会ったブライエニーの奉仕を拒否する。ベイリッシュによってラムジー・ボルトンとの婚約を整えられ、復讐のために受け入れてウィンターフェルに戻る。シオンに再会し、弟たちを殺したことを謝罪される。ラムジーと結婚し、シオンの目の前でレイプされる。結婚後ラムジーに虐待され監禁され、シオンに救いを求めるが裏切られる。シオンからはブランとリコンを殺してないと告白される。スタニス軍がウィンターフェルに迫る中、助けを求めて逃げ出し、シオンと共に城から外へ飛び降りる。 ブライエニーに救われ、アリアが生きていると聞き、その奉仕を受け入れる。ジョン・スノウの治める〈黒の城〉に来てウィンターフェル奪回をジョンに促す。ベイリッシュと再会し、ラムジーとの結婚を整えた事を責め、大叔父のブリンデン・タリーがリヴァーランを奪回した事を知らされ、ブライエニーにブリンデンの支持を得る旅を命じる。ジョンと共に〈黒の城〉を出て北部諸侯の援軍を求める。ベイリッシュに手紙を送って援軍を求め、〈落とし子の戦い〉では絶体絶命のジョンの軍を救って城を奪回する。飢えた猟犬にラムジーを食わせて復讐を遂げる。ベイリッシュに求愛されるが返答を避ける。 ジョンがドラゴンストーンに向かう間、ウィンターフェルを指揮し、帰郷したブランとアリアに再会する。かつてジョフリーに従ったことをめぐり、アリアとの間には不信が生じる。サーセイに召喚され、代理としてブライエニーを送る。アリアとの不和を招こうとするベイリッシュの策謀を見抜き、数々の殺人と反逆の罪で処刑させる。 ジョンとともに入城したデナーリスを警戒し、援軍を約束したラニスター家を疑う。ジェイミーを保証するブライエニーの言葉を信じ、シオンとともに受け入れる。デナーリスに対しては北部の独立を主張する。〈長い夜〉の戦いでは地下に隠れる。勝利の後、キングズランディング攻めを求めるデナーリスに反対し、ジョンから真の出自を聞いてティリオンに伝える。キングズランディングに来て戦後処理を話し合う有力諸家の会合に出席し、北部の独立を勝ち得て女王となる。 |                                                                  |                                                                                |          |                                            |
| サンダー・クレゲイン | ラニスター家の家臣、"ハウンド"、グレガーの弟                     | ロリー・マッキャン                                                             | 1-4,6-8  | 間宮康弘                                   |
| “ハウンド”と呼ばれ、ラニスター家の家臣で危険な戦士である。子供の頃、兄のせいで顔に醜い火傷を負ったため、兄を憎み火を恐れる。サンサに魅かれて守り、〈ブラックウォーターの戦い〉では連れ出して逃げようとする。 リヴァーランドで放浪者となって〈旗標なき兄弟団〉に捕えられるが、決闘裁判で勝ち釈放される。〈兄弟団〉を逃げ出したアリアを捕え、身代金を得るために〈双子城〉に連れていくが、スターク家が裏切られて惨殺されるのを目撃しアリアを連れて逃げる。次にアリアの叔母ライサの高巣城に着くが、ライサの死により身代金を得られない。 ブライエニーと戦い、崖の下に突き落とされ重傷を負う。アリアに安楽死を求めるが無視され、財布を取られて置き去りにされる。 元兵士の司祭に救われて生き延びるが、無法者に仲間を皆殺しにされる。無法者を追って復讐し、ベリック・ドンダリオンとミアのソロスに再会して仲間に加わり、〈壁〉に来る。ジョン・スノウの一行に加わって〈壁〉の北に行き〈亡者〉を捕える。デナーリスの一行に加わって〈亡者〉をキングズランディングに運ぶ。ウィンターフェルに来てアリアに再会する。〈長い夜〉の戦いではアリアを守る。アリアとともにキングズランディングに向かうが、〈赤の王城〉の壊滅を見てアリアを逃がし、兄グレガーと相討ちになって死ぬ。 |                                                                  |                                                                                |          |                                            |
| シェイ | エッソス出身の娼婦でティリオンの愛人                             | シベル・ケキリ                                                                 | 1-4      | 木下紗華                                   |
| ティリオンに連れられてキングズランディングに来るが、娼婦を禁じるタイウィンの厳しい目から隠れるため、サンサの侍女となる。ティリオンが権力を失い周辺の人間が去った後も愛し続ける。だがサンサと結婚したティリオンに遠ざけられ恨むようになる。安全なエッソスに戻るようヴァリスに求められるが断り、王都にとどまる。ティリオンとの関係を再開しようとするが冷たく断られ、傷ついてエッソスへと去る。 ティリオンの裁判に証人として出廷し、性癖を暴露して辱め告発に沿う偽証をする。脱獄したティリオンに、父タイウィンのベッドに居るところを見つかり絞め殺される。 |                                                                  |                                                                                |          |                                            |
| ジェイミー・ラニスター | 〈王の盾〉の騎士、サーセイと双子                                 | ニコライ・コスター＝ワルドー                                                   | 1-8      | 桐本琢也                                   |
| 美男で傲慢で剣の達人。ラニスター家の長男であるがサーセイに付き添うため〈王の盾〉に入り継承権を失う。サーセイとは密かに近親相姦関係にあり、その子らの父親である。小人の弟ティリオンには優しく接する。十数年前の〈ロバートの反乱〉の最後に父タイウィンが王都に攻め込んだ時、エイリス王は街を焼きつくそうとし、ジェイミーに父を殺せと命令した。ジェイミーは街と民衆と父を救うために護衛である〈王の盾〉の誓いを破り王を殺したが、〈王殺し〉の悪評のみが残った。 シリーズの冒頭で、近親相姦の秘密を守るために、ブランを高い窓から投げ落す。戦いでロブに捕えられるが、娘達を解放すると言う条件でキャトリンによって解放される。ブライエニーに王都に送られる途中で、ロックに捕えられ利き腕を切り落とされる。ブライエニーと信頼を育み、共にキングズランディングに帰還する。 〈王の盾〉の総帥となり、左手での剣の訓練を始めるが、ティリオンの決闘裁判では代理闘士となることを断る。裁判で追い込まれたティリオンの助命と引き換えに、キャスタリーロックに戻ると父に約束する。決闘裁判に負け死刑を宣告されたティリオンを脱獄させる。 娘のミアセラが危険にさらされたことを知り、ブロンとともにドーンに潜入する。ウォーターガーデンからミアセラを連れ出そうとするが、〈砂蛇〉に襲われ、共に逮捕される。ドーランに面会し、弁明して釈放され、トリスタンに小評議会の席を与えることに同意する。ミアセラとトリスタンを連れ、船でキングズランディングに戻る。ミアセラに父であることを知っていると告白されるが、目の前で死なれ、遺体をサーセイのもとに連れ帰る。 死んだミアセラと、〈恥辱の道〉を歩かされたサーセイのための復讐を誓う。タイレル家と共に、ハイ・スパロウを攻撃しようとするが、トメンによって総帥を解任され、リヴァーラン城奪回のために送りだされる。包囲戦の指揮をフレイ家から奪い、囚われのエドミュア・タリーの待遇を改善し、城に立てこもるブリンデン・タリーと交渉する。ブライエニーに再会し、エドミュアを脅して入城させ、無血開城に成功する。キングズランディングに戻ってサーセイの戴冠を見届ける。 陸相となり、ラニスター家の本拠キャスタリーロックを手薄にして囮とし、ラニスター軍の大部分を率いてタイレル家の本拠ハイガーデンを落城させ、オレナに苦痛の無い毒死を許す。戦利品を持ち帰る途中、デナーリスの軍に襲われる。ブロンに救われてキングズランディングに戻り、休戦交渉に来たティリオンと密会する。サーセイが休戦の約束を破るつもりであることを知って失望し、キングズランディングを去る。ウィンターフェルに来てブランに再会する。デナーリスの審問でサーセイの嘘を暴き、ブライエニーの保証で受け入れられ、その指揮する軍に加わり、彼女を騎士とする。〈長い夜〉の戦いを生き延びる。ブライエニーと愛を交わす。デナーリスの艦隊の敗北を聞いてキングズランディングに向かい、デナーリス軍に捕らえられるがティリオンによって密かに解放される。デナーリス軍が王都を攻める間、ユーロン・グレイジョイに襲われて倒したのち、抜け道から崩壊間近の〈赤の王城〉に入り、愛するサーセイとともに建物の下敷きとなって死ぬ。 |                                                                  |                                                                                |          |                                            |
| シオン・グレイジョイ | グレイジョイ家の世継ぎの男子、スターク家の里子                   | アルフィー・アレン                                                             | 1-8      | 川原慶久                                   |
| 父ベイロンの反乱が失敗した後、人質かつ里子としてスターク家の子らと一緒に育てられ、ロブの親友となった。 スターク家とグレイジョイ家の同盟のため、鉄諸島に戻るが、ベイロンは拒否し〈北部〉侵略を始める。シオンは独断でウィンターフェルを占領するが、ブランとリコンには逃げられ、二人を殺したと偽の主張をする。 だが援軍の要請は無視され、部下に裏切られてボルトン軍に引き渡され、ラムジー・スノウに捕われて拷問を受ける。繰り返し偽りの救助が来ては牢に連れ戻され、去勢され、人格が崩壊して従順となり"リーク"(くさや)という蔑称を受け入れる。以降はラムジーの忠実な下僕と化し、救出に来た姉ヤーラを信じずに拒む。ラムジーの命でモウト(要塞)・ケイリンを占領する鉄諸島人を説得し投降させるが、全員皮を剥がれて殺される。 ラムジーに従いウィンターフェルに戻って犬小屋に住まわされ、サンサと再会する。サンサとラムジーの結婚を見届け、目の前でサンサはレイプされる。虐待され監禁されたサンサに助けを求められるが裏切ってラムジーに密告する。サンサにブランとリコンを殺してないと告白する。逃げ出したサンサを助け、共に城から外へ飛び降りる。 ブライエニーによって追手から救われる。罪の意識に耐えかね、ナイツウォッチとなって赦されることを拒否する。鉄諸島に戻り、選王民会でヤーラを支持するが叔父ユーロンに敗れる。その後はヤーラと行動を共にする。ドラゴンストーンからドーンに向かう途中でユーロンの艦隊に襲撃され、ヤーラを見捨てて海に飛び込み、味方の船に引き上げられてドラゴンストーンに戻り、ジョンに再会する。ジョンに許され、ヤーラを救いだす。ウィンターフェルに来てサンサに受け入れられる。〈長い夜〉の戦いでは〈神々の森〉でブランを守り、〈夜の王〉に殺される。 |                                                                  |                                                                                |          |                                            |
| ジャクェン・フ=ガー | ブレーヴォス出身の暗殺者                                         | トム・ヴラシア                                                                 | 2,5-6    | 玉木雅士                                   |
| ヨーレン率いる一行の中の囚人として〈壁〉に向かう途中、エイモリー・ローチの隊に襲われて檻の中で焼死するところからアリアに救われる。そのお返しにアリアの望む二人を殺し、さらにアリアらを〈ハレンの巨城〉から脱出させる。顔を変える能力を見せ、アリアが暗殺の訓練を受けたいと望む時のために、鉄のコインを与え合言葉を教える。 ブレーヴォスの〈黒と白の館〉にやって来たアリアを迎え、"誰でもない者"となるための修行を課す。〈顔のない男たち〉が依頼された賭博師の殺しをアリアに命じる。勝手にマーリン・トラントを殺したアリアを責め、盲目にする。 通りの乞食となったアリアに名を尋ね続ける。〈黒と白の館〉にアリアを戻して訓練を続けた後、視力を返す。アリアに女優の暗殺を命じる。アリアが命令に背いたため、〈浮浪児〉にアリア殺害を許す。返り討ちにしたアリアを"誰でもない者"と呼ぶが、自分はアリア・スタークだというアリアの主張を認める。 |                                                                  |                                                                                |          |                                            |
| ジョフリー・バラシオン | ロバート王の世継ぎ、後に王                                       | ジャック・グリーソン                                                           | 1-4      | 島﨑信長                                   |
| ロバートとサーセイの長男だが、実はジェイミーを父とする。ロバートの死後、〈鉄の玉座〉につく。エダードの死刑を免じる約束を守らずに婚約者サンサの目の前でエダードを公開斬首させる。 スタニスによって出生の秘密が七王国中に暴かれた後、父ロバートの落とし子を残らず殺すよう命令する。残虐だが臆病であり、サンサを虐待し、〈ブラックウォーターの戦い〉の際には母の呼び戻しに応じて前線から逃げる。直言をためらわない叔父のティリオンとは激しく対立する。 戦いの後はタイウィンを〈王の手〉とし、サンサとの婚約を破棄し、レンリーの未亡人であるマージェリーと婚約する。以後もサンサへの嫌がらせを口にし、夫となったティリオンとの対立が続く。マージェリーとの婚礼の宴の席では、小人の劇団に〈五王の戦い〉を演じさせ、ティリオンを公衆の面前で侮辱する。直後に何者かに毒を盛られ、ティリオンを指差しながら死亡する。 |                                                                  |                                                                                |          |                                            |
| ジョラー・モーモント | ジオーの息子、デナーリスの家臣                                   | イアン・グレン                                                                 | 1-8      | 咲野俊介                                   |
| 父ジオー・モーモントが〈冥夜の守人〉に加わった後に跡を継いだ、〈北部〉の〈熊の島〉のかつての領主でスターク家の旗主。若い妻の贅沢のために借財を負い、奴隷貿易の罪で死刑を宣告されたが、エダードによりエッソスに追放されて傭兵となった。 王の赦免ほしさにヴァリスのスパイとしてヴィセーリス、後にデナーリスに仕え、信頼される助言者となり、奴隷商人湾の三都市-アスタポア、ユンカイ、ミーリーン-攻略を助ける。デナーリス暗殺の試みを妨げ、ヴァリスへの報告もやめる。愛人となったダーリオを信頼しないようデナーリスに進言する。かつてスパイであったことがばれてデナーリスに追放される。 ヴォランティスの売春宿でティリオン・ラニスターを見つけ、デナーリスのもとへ復帰するための手土産として誘拐する。〈石化人〉に襲われ、灰鱗病に感染する。奴隷商人につかまり、闘技場の闘士としてデナーリスのいるミーリーンに連れて行かれる。イェッザンに買われ、闘技場に出席したデナーリスの前に現れて他の闘士たちを倒し、贈り物としてティリオンを差し出して追放の解除を請う。だが追放は解かれず、イェッザンの元に戻り再び闘士となる。闘技場でデナーリスを暗殺者から救うが、〈ハーピーの息子たち〉に包囲され、ドロゴンがデナーリスを乗せて飛び去るのをなすすべなく見守る。ダーリオと共にデナーリス探索の旅に出る。 ダーリオと共にデナーリスの囚われるヴァエス・ドスラクに忍び込む。灰鱗病をデナーリスに告白し、治療法を見つけて戻るよう命じられ、オールドタウンの〈知識の城〉に来てサムに治療される。ドラゴンストーンに来てデナーリスに再び仕え、ジョンとともに〈壁〉の北に遠征して〈亡者〉を捕える。デナーリスに従ってウィンターフェルに来る。従妹のリアナに再会する。サムから宝剣〈心臓裂き〉を受け取る。〈長い夜〉の戦いではドスラク人を率いて亡者に突撃したのち、デナーリスを守って死ぬ。 |                                                                  |                                                                                |          |                                            |
| ジョン・スノウ | エダードの落とし子、〈冥夜の守人〉                               | キット・ハリントン                                                             | 1-8      | 花輪英司                                   |
| エダードが〈ロバートの反乱〉でドーンから連れ帰った落とし子だとされるが、出生は謎に包まれている。〈北部〉の習慣に従い、落とし子を意味する"スノウ"姓を与えられる。 白子のダイアウルフをもらいゴーストと名付ける。継母キャトリンの敵意にさらされて育ち、不遇から抜け出すため、叔父ベンジェンに誘われて〈冥夜の守人〉に加わる。〈壁〉に同行したティリオンとは、はみ出し者同士の友情を育む。落とし子を強調する"ロード・スノウ"というあだ名に傷つくが、やがて仲間の新兵と親しくなる。父が反逆罪で逮捕された時、死罪を覚悟して脱走し、ロブの軍に加わろうとするが、仲間たちに連れ戻される。直後に、総帥ジオー・モーモントが率いる〈壁〉の向こうへの偵察行動に参加する。 〈野人〉の計画を調べるために〈冥夜の守人〉を裏切るふりをして〈野人〉に加わる。禁欲の誓いを破り、〈野人〉の女戦士イグリットと恋に落ちる。トアマンド率いる〈野人〉と共に〈壁〉を越えるが逃げ出して、イグリットの矢で傷を負いながら〈壁〉の〈冥夜の守人〉のもとにたどりつく。隊を率いて〈クラスターの砦〉の反乱者を討つ。〈壁〉でマンス・レイダーの大軍に備えるよう警告するが無視される。 〈壁〉が南北から攻められた時には、一時防衛の指揮を執る。イグリットと再会して腕の中で死を看取る。単身マンスを殺すために〈壁〉の北に向かうが、マンスがスタニス軍に降伏すると出自を明らかにして助命を請う。イグリットの遺体を〈壁〉の北に運び火葬する。スタニスに火あぶりにされるマンス・レイダーに矢を放ち、苦痛を短くしてやる。 嫡出子とし、ウィンターフェルの城主にするというスタニスの誘いを断り、第998代の総帥に選出される。敵対するアリザー・ソーンを哨士長とし、命令を拒否したジャノス・スリントを処刑する。スタニス軍に加わるようメリサンドルに誘惑されるが退ける。ホワイト・ウォーカーから〈壁〉を守るために〈野人〉と同盟することにし、トアマンドを釈放し、哨士を率いて〈堅牢な家〉(ハードホーム)にいる〈野人〉に会いに行く。〈野人〉達に〈壁〉の南の農地を与える代わりにホワイト・ウォーカーと戦う味方となることを求める。〈亡者〉の群れがハードホームを襲い、ヴァリリア鋼の剣ロングクロウでホワイト・ウォーカーを殺し、数千の〈野人〉を連れて〈黒の城〉に戻る。メイスターの修行のため、サムをオールドタウンに送りだす。〈黒の城〉にメリサンドルとダヴォスが戻り、スタニス軍が敗れたことを知る。オリーに騙されて連れ出され、アリザー・ソーン、バウエン・マーシュ、オセル・ヤーウィック、オリーらに何度も刺され殺される。 遺体はダヴォスらによって守られ、メリサンドルの魔術によって蘇生する。反乱者の4人を絞首刑とし、一度死んだことでナイツウォッチの努めの誓いは終わったと言い、総帥の地位をエディソン・トレットに渡す。〈黒の城〉に来たサンサからウィンターフェル奪回を促されて躊躇するが、リコンが捕えられた事を知って立ち上がる。〈野人〉の支持は得るが、北部諸侯からはわずかな援軍しか得られない。〈落とし子の戦い〉では、ラムジーにリコンをおとりに使われて逆上し、罠にはまる。サンサの呼んだ谷間の援軍に救われて窮地を脱し、ウィンターフェルに入城してラムジーを倒す。ホワイト・ウォーカーとの戦争を訴えて北部諸侯の支持を得、〈北の王〉と宣言される。ブランの幻視により、エダードの妹リアナの子であることがわかる。 ホワイト・ウォーカーとの戦いの準備を北部諸侯に説く。デナーリスに求めに応じて、ドラゴングラスが埋蔵されるドラゴンストーンに向かう。デナーリスにホワイト・ウォーカーの存在を信じさせることはできないが、ティリオンのとりなしでドラゴングラスの採掘を許される。〈亡者〉の存在証拠を持ち帰るため、イーストウォッチから〈壁〉の北に向かう。一行を率いて〈亡者〉を捕え、叔父ベンジェンに救われて戻る。一行の窮地を救ったデナーリスに忠誠を誓う。キングズランディングに赴いてサーセイに〈亡者〉を見せ、死者の軍に対する団結を訴える。ブランの幻視により、レイガー・ターガリエンとリアナの嫡出子エイゴン・ターガリエンであることが分かるが、それを知らずに叔母に当たるデナーリスと愛を交わす。 デナーリスとともにウィンターフェルに入城し、兄弟たちに再会する。ドラゴンに受け入れられ、空を飛ぶ。サムに、自分の出自がレイガー・ターガリエンとリアナ・スタークの子で王位継承者のエイゴン・ターガリエンであると伝えられる。〈死者の軍団〉の襲来の直前、デナーリスに出自を伝える。〈長い夜〉の戦いではレイガルに乗って戦う。デナーリスの求めに応じてキングズランディング攻めの軍を率いるが、求めに反して出自を妹たちに明かす。これを伝え聞いたヴァリスの擁立には応えず、北部軍を率いてキングズランディングを攻略する。降伏を受け入れず街を破壊し尽くすデナーリスを見て、軍に撤退を命じる。全捕虜の処刑と全世界の征服を求めるデナーリスを刺殺して阻止して逮捕され、再び〈壁〉に終身刑となり、ナイツウォッチの総帥に再任する。ゴーストやトアマンドと再会する。 |                                                                  |                                                                                |          |                                            |
| ジリ | クラスターの娘であり妻の一人                                     | ハンナ・マリー                                                                 | 2-8      | 木下紗華                                   |
| 父クラスターの息子を産むが、ホワイト・ウォーカーに捧げられないように隠す。クラスターが〈冥夜の守人〉の反乱者に殺された時、サムとともに逃げて〈壁〉に来る。ブラザーに襲われるがゴーストとサムに救われ、サムと結ばれる。 メイスターになるためにオールドタウンに向かうサムに赤子を連れて同行する。〈知識の城〉は女人禁制のため、サムの故郷の〈角の丘城〉(ホーン・ヒル)に預けられようとする。だが野人を憎むサムの父に侮辱され、サムと共に逃げ出し、〈知識の城〉に着く。サムが修行をあきらめて北に向かう旅に同行しウィンターフェルに来る。〈長い夜〉の戦いでは地下に隠れる。サムの子を身ごもる。 |                                                                  |                                                                                |          |                                            |
| スタニス・バラシオン | ロバート王の弟、レンリーの兄                                     | スティーヴン・ディレイン                                                       | 2-5      | 多田野曜平                                 |
| ドラゴンストーン公であり、厳しい正義感で知られる冷たい男である。17年前の〈ロバートの反乱〉では本拠地のストームズエンド城を死守したが、バラシオン家代々の領地ストームランドは弟レンリーに与えられ、貧しいドラゴンストーンの領主とされて兄を恨んだ。 〈光の王〉の女祭司であり人身供犠も厭わないメリサンドルと誠実なダヴォス・シーワースの、どちらの助言者に信を置くべきか迷う。メリサンドルとの肉体関係は妻のセリースに黙認されている。〈灰鱗病〉により醜い外見となった娘のシリーンを愛する。不仲の兄ロバートの死後、〈鉄の玉座〉を求めるが、バラシオン家の旗主たちのほとんどはレンリーに従う。メリサンドルが魔術でレンリーを暗殺した後、タイレル家を除く弟の軍勢のほとんどをとりこむが、キングズランディングを攻めた〈ブラックウォーターの戦い〉で大敗しドラゴンストーンに逃げ帰る。 甥であるジェンドリーの血を使って敵たちを呪い、次には〈光の王〉の犠牲に供えようとするが〈王の手〉ダヴォスに阻止される。〈冥夜の守人〉からの助力を求める手紙を受け取り、メリサンドルの予言に従ってダヴォスを赦す。ブレーヴォスの〈鉄の銀行〉で戦費の融資を受け、傭兵を加えた大軍を率いて〈壁〉に着き、マンス・レイダーの軍を蹂躙して降伏させる。〈野人〉を自軍に加えようとし、従わないマンス・レイダーを火あぶりにする。 〈北部〉を手に入れるため、スターク家の生き残りのジョン・スノウの忠誠を得ようとするが断られる。〈野人〉を軍に加えることをあきらめ、ウィンターフェルに進軍してボルトン家を破ろうとする。軍は大雪に阻まれ、傭兵は逃げ、兵糧も馬も不足するが兵を引こうとしない。ラムジーの率いる兵に残った兵糧を燃やされ、退却も出来なくなる。シリーンと親しいダヴォスを〈黒の城〉に戻らせて食料と援軍を要請させ、メリサンドルの願い通りにシリーンを火あぶりにして〈紅き神〉の犠牲にする。天候は改善するが軍の半分は去り、メリサンドルは逃げ、セリースは首を吊る。弱体化した軍を率いてウィンターフェルに進軍するがボルトン軍の騎兵隊に壊滅させられる。重傷を負い、レンリーの復讐を求めるブライエニーに殺される。 |                                                                  |                                                                                |          |                                            |
| ダーリオ・ナハーリス | エッソスの傭兵部隊〈次子〉の司令官                               | エド・スクレイン(S3) マイケル・ユイスマン(S4-)                                 | 3-6      | 玉木雅士(S3) 加瀬康之(S4-)                 |
| 〈次子〉の副長としてユンカイを守るが、デナーリスに惹かれ、隊長ともう一人の副長を殺して〈次子〉をデナーリスに寝返らせ、ユンカイを陥落させる。ミーリーンを攻めた時には敵方のチャンピオンと一対一で闘い易々と倒す。デナーリスの愛人となる。デナーリスの統治に服するよう〈賢明なる親方〉を説得するため、ヒズダール・ゾ・ロラクと共にユンカイに送られ、使命を果たして復命する。ユンカイでの請願に答え、闘技場を再開するようデナーリスに説く。デナーリスがヒズダール・ゾ・ロラクと結婚するのを知り、全ての親方を殺そうと提案するが退けられる。ジョラーと共に、ドロゴンと飛び去ったデナーリス探索の旅に出る。ジョラーとともに、デナーリスの囚われるヴァエス・ドスラクに忍び込む。奇蹟を見せたデナーリスとともにドスラク人を率いて立ち去り、ミーリーンに戻って〈ハーピーの息子たち〉を倒す。ウェスタロスに行き結婚による同盟を考慮するデナーリスによってミーリーンに留められる。 |                                                                  |                                                                                |          |                                            |
| タイウィン・ラニスター | ラニスター家の当主、サーセイらの父                               | チャールズ・ダンス                                                             | 1-5      | 金尾哲夫                                   |
| 西部総督、キャスタリーロック公であり、かつての〈王の手〉であり、無慈悲で有能な政治家であり、高圧的な父親である。妻ジョアンナが産褥の床で死んだため、醜い小人の末息子ティリオンを憎む。〈ロバートの反乱〉では王都を略奪し、ロバートに娘のサーセイを嫁がせた。だが息子ジェイミーは近親相姦の関係にあるサーセイの側にいたがり、後継ぎとなることを拒否して〈王の盾〉となった。 ロバートの死後、孫ジョフリー王の〈王の手〉に復帰する。〈ブラックウォーターの戦い〉で、 タイレル家と同盟を結んでスタニスを破る。同盟を固めるため、マージェリーとジョフリーを婚約させ、サーセイをロラスと婚約させる。〈北部〉を手に入れるため、ティリオンをサンサと結婚させる。ウォルダー・フレイ公のロブに対する裏切りの後ろ盾となる。 ジョフリー暗殺の裁判を取り仕切ってティリオンの有罪を導き、決闘裁判の結果、ティリオンに死刑を宣告する。ティリオンの愛人シェイを自らのベッドに引き入れ、脱獄したティリオンに厠で殺される。 |                                                                  |                                                                                |          |                                            |
| ダヴォス・シーワース | スタニスの家臣、元密輸業者、〈玉葱の騎士〉                       | リアム・カニンガム                                                             | 2-8      | 志村知幸                                   |
| 〈ロバートの反乱〉の際、玉葱を含む食糧を、包囲されたスタニスの城に運び入れた密輸業者。その功でスタニスによって騎士とされたが、過去の犯罪に対する罰として、右手の4本の指の先端を切り落とされた。 スタニスの忠実な支持者であり、最も信頼される助言者である。海賊のサラドール・サーンとは友情を結ぶ。〈ブラックウォーターの戦い〉で息子マットスを失う。〈光の王〉の女祭司メリサンドルを信頼せず、彼女を襲ったために牢に繋がれる。文盲であったが、牢を訪ねたスタニスの娘シリーンから字を学び、やがて解放されてスタニスの〈王の手〉となる。〈光の王〉の犠牲にされるはずのジェンドリーを密かに解放したために処刑されそうになるが、〈冥夜の守人〉からの手紙を見せ、来るべき〈北部〉での戦いに自分が必要であると説得する。 スタニスと共にブレーヴォスに出向き、〈鉄の銀行〉を説得して戦費の融資を受け、スタニスと共に〈軍〉を率いて〈壁〉の防衛に向かう。ウィンターフェルに進軍を急ぐスタニスに、ジョン・スノウの連れて来る〈野人〉を待つよう進言するが退けられる。軍が大雪に阻まれたため、〈黒の城〉への撤退をスタニスに進言するが受け入れられない。スタニスに命じられて援軍と兵糧を請うため〈黒の城〉に戻り、その間に親しいシリーンを人身御供にされる。〈黒の城〉に逃げ帰ったメリサンドルを見て、スタニスとシリーンが死んだことを悟る。 ジョン・スノウの遺体を守って、ジョンの友らと共に立てこもる。メリサンドルに頼んでジョンを蘇生させ、その後はジョンの助言者となって同行する。ブライエニーからスタニスを処刑したことを聞く。ホワイト・ウォーカーと戦う前に、ボルトン家と戦うため北部諸侯の支持を集めて回り、〈落とし子の戦い〉に勝つ。シリーンが火あぶりになった事を知って、メリサンドルを責める。ジョンとともにデナーリスのいるドラゴンストーンに向かう。ティリオンを連れてキングズランディングに潜入し、ジェンドリーを探し出す。ジョンとともにウィンターフェルに来る。〈長い夜〉の戦いで生き延び、メリサンドルが朽ち果てるのを見届ける。ジョンとともにキングズランディング攻めの北部軍を率いる。攻城前夜、ティリオンの求めで、密かに捕らわれのジェイミーを逃がす。戦後、ブラン王のもとで海軍大臣となる。 |                                                                  |                                                                                |          |                                            |
| タリサ・マイギア | ヴォランティス出身の治療者でロブの妻                             | ウーナ・チャップリン                                                           | 2-3      | 園崎未恵                                   |
| ヴォランティス出身の治療者であり、〈五王の戦い〉の戦場で敵味方なく戦傷者を治療していた時にロブと出会う。ロブと恋に落ちて結婚するが、これはウォルダー・フレイの娘との婚約を破らせることになり、フレイ家の離反を招く。妊娠してエドミュア・タリーとウォルダー・フレイの娘との〈双子城〉での婚儀に出席する。婚儀で裏切りにあい、身籠った腹を何度も刺されて殺される。原作には登場せず、ジェイン・ウェスタリングに対応するが描かれ方は大きく異なる。 |                                                                  |                                                                                |          |                                            |
| ティリオン・ラニスター | 小人、サーセイとジェイミーの弟                                   | ピーター・ディンクレイジ                                                       | 1-8      | 森川智之                                   |
| タイウィンの第三子で、“小鬼”や“半人前”などと呼ばれる、極めて高い知性を持つ小人である。誕生が母親の死を招いたゆえに、父と姉サーセイに憎まれるが、兄ジェイミーには優しく扱われる。毒舌で酒好き娼婦好きであるが、自分と同じく恵まれないものには共感し、落とし子のジョン・スノウとは友情を結ぶ。 ブランの殺害容疑でキャトリンに逮捕され、高巣城に連れて行かれる。傭兵ブロンが擁護者となって決闘裁判で勝利したため、処刑をまぬがれる。〈王の手〉の代理として〈ブラックウォーターの戦い〉を戦い、〈炎素〉で充たした船を用意してスタニスの艦隊を壊滅させ、城壁の外に突撃して門を守る。戦闘の間に暗殺されそうになり、従者のポドリック・ペインに救われるが、顔に傷を負う。 回復すると、父タイウィンに権力を奪われる。ピーター・ベイリッシュの後任として大蔵大臣となる。娼婦のシェイを愛し、サンサの侍女として父タイウィンから隠すが、父にサンサとの政略結婚を強制されてからはシェイとの関係を終わらせようとする。王の婚礼の席では屈辱を味わうが、直後にジョフリーが毒殺され、サーセイの命で逮捕される。裁判では偽証により追い込まれ、シェイの証言に怒って決闘裁判を要求する。ジェイミーとブロンに拒否された後、オベリン・マーテルが決闘裁判の代理闘士になると申し出るが、敗れて死刑を宣告される。ジェイミーの助けで脱獄し、逃げる前に〈王の手〉の塔に忍び込み、父のベッドにいたシェイと父タイウィンを殺し、ヴァリスの助けでエッソスに脱出する。 デナーリスの王座復帰を助けることでサーセイに復讐するため、ヴァリスとともにミーリーンに向かう。途中のヴォランティスの売春宿でジョラー・モーモントに誘拐され、デナーリスへの手土産とされる。途中で〈石化人〉に襲われた後、奴隷商人につかまり、弁舌をふるってミーリーンの闘技場に連れて行かせるよう説得する。闘技場でデナーリスの前に現れて正体を明かす。デナーリスに政治経験を売りこんで助言者となり、ウェスタロス統治には名家の支持が必要であると説く。〈ハーピーの息子たち〉に襲われたデナーリスが闘技場からドロゴンと飛び去るのを目撃する。 デナーリス不在の間、ミッサンデイとグレイ・ワーム、再会したヴァリスの助けを得てミーリーンを統治する。食事をとらなくなった二頭のドラゴンを鎖から解放する。〈ハーピーの息子たち〉への支持を止めさせるため、奴隷所持者の親方たちと和平を結ぶ。だが親方たちは裏切ってミーリーンを攻める。敵を全滅させることを主張するデナーリスを諌め、ドラゴンとドスラク人を用いて敵を圧倒し、降伏に持ち込む。デナーリスによって〈女王の手〉とされ、ウェスタロスに同行する。 ドラゴンストーンに来てジョンを召喚する。ジョンと再会して旧交をあたため、ドラゴングラスの採掘を許すようはからう。キングズランディングを直接攻撃せず同盟者のタイレル家とマーテル家に包囲させる一方で、〈穢れなき軍団〉にラニスター家の本拠キャスタリーロックを攻めさせる。だがその戦略は失敗し、タイレル家とマーテル家は壊滅し、艦隊は失われ、〈穢れなき軍団〉は遠く離れた地に置き去りとなる。デナーリスとともにドスラク人を率いて、ハイガーデンを攻略して戻るジェイミー率いる軍を襲う。ホワイト・ウォーカーと戦うため、キングズランディングに潜入し、ジェイミーに密会して停戦交渉を求める。〈壁〉の向こうに言ってジョンの一行を助けようとするデナーリスを諫めるが無視される。デナーリスとともにキングズランディングに行き、サーセイを説得して休戦に持ち込む。デナーリスとともにウィンターフェルに入城する。ジェイミーによってサーセイの嘘が暴かれ、面目を失うもジョラーに弁護される。〈長い夜〉の戦いでは地下に隠れる。デナーリスの艦隊が待ち伏せで破壊され、浜辺に流れ着く。サンサから聞かされたジョンの出自をヴァリスに伝える。キングズランディングの門前でクァイバーンと平和交渉を行うが無駄に終わる。サーセイに降伏を促すために捕らわれのジェイミーを逃がし説得を託すが、サーセイは応じず、デナーリスによる街の破壊と殺戮を見る。〈女王の手〉を辞任し、ジェイミー解放の罪で逮捕される。デナーリスの危険をジョンに説いて刺殺させる。戦後処理を話し合う有力諸家の会合に呼ばれ、弁舌でブラン・スタークを王に推し、〈王の手〉となる。 |                                                                  |                                                                                |          |                                            |
| デナーリス・ターガリエン | ターガリエン家の王女、ヴィセーリスの妹                           | エミリア・クラーク                                                             | 1-8      | 清水理沙                                   |
| エイリス王の娘であり、〈ロバートの反乱〉の間にヴィセーリスと共にエッソスに亡命した。 遊牧民ドスラクの族長であるカール・ドロゴに嫁ぎやがて愛するようになる。婚儀の際、3個の石化したドラゴンの卵を贈られる。傲慢になったヴィセーリスはドロゴに殺され、自身も暗殺の危険にさらされ、ドロゴは戦いで負傷し死の淵に立つ。ドスラクの民のほとんどに見捨てられ、魔女の復讐により胎児を失う。魔女に、太陽が西から昇り東に沈むようなことでもなければ、二度と子を持つことはないと告げられ、自分は不妊になったと信じる。植物人間の状態となったドロゴの命を断ち、ドラゴンの卵と共に火葬を行う。燃える薪の中に歩み入るが、孵化した三頭のドラゴンとともに無事姿を現す。 ドラゴンたちをドロゴン、ヴィセーリオン、レイガルと名付ける。ウェスタロス再征服の助力を求めて砂漠を渡ってクァースに旅するが徒労に終わる。奴隷商人湾に航海して、アスタポアで〈穢れ無き軍団〉と呼ばれる宦官奴隷兵士の軍を手に入れ、アスタポアに続いてユンカイを征服し、奴隷を解放する。さらにミーリーンを陥落させ、磔にされた子供の奴隷と同数の163人の親方達を同様に磔にする。ウェスタロス再征服を急がず、奴隷商人湾に留まって統治を学ぶことを決意する。傭兵隊長のダーリオ・ナハーリスを愛人とする。最も長く仕えたジョラーがロバート王のスパイであったことを知って怒り追放する。 ミーリーンでは解放奴隷とドラゴンの処遇に苦慮し、〈ハーピーの息子たち〉に歯向かわれる。レイガル、ヴィセーリオンを閉じ込めるがドロゴンには逃げられる。バリスタン・セルミーを失い、グレイ・ワームを傷つけられて、ミーリーンの名家と妥協することにし、名家のヒズダールと結婚する。ジョラーとティリオンが現れ、ティリオンを助言者とするが、ジョラーの追放は解かない。闘技場の開幕試合に出席し、〈ハーピーの息子たち〉に襲われ絶体絶命となるが、ドロゴンに救い出されて飛び去る。 ドロゴンに荒野に連れて来られるがドスラク人の大軍に捕えられる。族長の寡婦として、習慣通りヴァエス・ドスラクに連れて行かれる。神殿に放火して、自分に従わない族長たちを皆殺しにする。無事に神殿から歩み出る奇蹟と、ドロゴンに乗った姿を見せてドスラク人の支持を得る。親方たちに攻められるミーリーンに戻り、敵の全滅を主張するがティリオンに諌められ、戦略を用いて敵を圧倒し降伏させる。ヤーラとシオンを迎えて同盟を結び、ウェスタロスに戻る艦隊を手に入れる。結婚による同盟の邪魔となるダーリオを残し、ウェスタロスに向かう。 ドラゴンストーンに入城する。キングズランディングを破壊することは避け、マーテル家およびタイレル家と同盟し、ジョンに参上するよう手紙を送らせる。ジョンを臣従させることはかなわず、ホワイト・ウォーカーの話は信じられないままに、ドラゴングラスの採掘を許す。ユーロンによってヤーラの艦隊と〈穢れなき軍団〉を送った自分の艦隊を失い、〈穢れなき軍団〉は遠くキャスタリーロックに置き去りとなる。マーテル家に続いてタイレル家も失い、ハイガーデン攻略から戻るジェイミーの軍を、ドロゴンとドスラク人を率いて襲う。次第にジョンと信頼を育み、〈亡者〉を連れ帰るために〈壁〉の北に遠征することを許す。ジョンから救援の訴えが届き、三頭のドラゴンを率いて向かい一行を救出するが、ヴィセーリオンを失う。ジョンからは忠誠を得る。ホワイト・ウォーカーに対するためにサーセイと休戦協定を結ぶ。ジョンと共に北部に向かう船に乗り、愛を交わす。 軍とドラゴンを連れて、ウィンターフェルに入城する。父を殺した〈王殺し〉ジェイミーを赦す。ジョンが自分の甥であることを知る。〈長い夜〉の戦いではジョンとともにドラゴンに乗り、ヴィセーリオンに乗った〈夜の王〉、そして〈死者の軍団〉と戦う。地面に投げ出されるもジョラーに守られ、腕の中でその死を見届ける。 死者の軍団〉との戦いに助力した見返りにキングズランディングを攻めることを求める。王位継承を複雑にしないため、ジョンに出自を秘密にするよう求める。艦隊を率いてキングズランディングに行くが、ユーロンの艦隊の待ち伏せで艦隊は破壊され、ドラゴンのレイガルは死に、捕虜となったミッサンデイは目前で斬首される。ジョンにより王位継承権が揺らぎ、ジョンを擁立しようとしたヴァリスを処刑する。人々を恐怖で支配することに決めてキングズランディングを総攻撃する。ドロゴンに乗ってユーロンの艦隊を壊滅させ、城壁上のスコーピオンを破壊し、城門を破壊して自軍を乱入させる。降伏の鐘を無視して攻撃を続行し、街を焼き尽くし敵兵と民衆を殺戮する。全捕虜の処刑を命令し、全世界の征服を宣言するも、ジョンに刺殺される。遺体はドロゴンによってエッソスに運ばれる。 |                                                                  |                                                                                |          |                                            |
| トアマンド | 〈巨人殺し〉。〈野人〉の戦頭                                     | クリストファー・ヒヴュ                                                         | 3-8      | 後藤光祐                                   |
| ジョン・スノウ、イグリットらとともに〈壁〉を登って南側にわたり、北側のマンス・レイダーの軍と連動して〈壁〉を攻める隊を率いるが負傷し捕えられる。イグリットを〈壁〉の北に運んで火葬するようジョンに願う。 ホワイト・ウォーカーに対抗して〈野人〉と同盟したいと言うジョンに釈放され、ともに〈堅牢な家〉(ハードホーム)に向かう。〈野人〉にナイツウォッチとの同盟を説得し、耳を貸さない〈鎧骨公〉を殺す。亡者の群れに襲われ、ジョンや〈野人〉と共に逃げ出す。 ジョンが暗殺された後、その遺体を守るジョンの仲間たちに味方し、暗殺者の軍を破って捕える。ジョンとともに〈黒の城〉を出て、ジョンの軍に加わるよう〈野人〉を説得する。ジョンと共に〈落とし子の戦い〉を勝ち抜く。ブライエニーに一目ぼれをする。〈野人〉を率いて〈壁〉の〈東の物見城〉を守る。ジョンの一行に加わって〈壁〉の北に向かい、〈亡者〉を捕える。ドラゴンによる〈壁〉の破壊を目撃する。ベリック・ドンダリオンとともに〈死者の軍団〉に襲われた後の〈最後の炉端城〉に入る。ウィンターフェルに来て翌朝の襲来を伝える。〈長い夜〉の戦いを生き延びる。野人とゴーストを連れて〈壁〉の北に帰る。再び〈壁〉に流刑になったジョンと再会する。 |                                                                  |                                                                                |          |                                            |
| トメン・バラシオン | サーセイの次男、ジョフリーとミアセラの弟                         | Callum Wharry(S1,2) ディーン＝チャールズ・チャップマン（S4-)                   | 1,2,4-6  | 合田絵利(S1,2) 速水秀之(S4-5) 内田雄馬(S6) |
| 兄姉と同じく、実の父親はジェイミー・ラニスターである。ジョフリーの死後、次の国王となる。ジョフリーとは異なり、優しい少年である。王妃になろうとするマージェリーに接近され、好意を持つ。ティリオンの裁判は、祖父であるタイウィンに一任する。タイウィンの死後は政治をサーセイに任せるが、マージェリーと結婚したのちは年上の妻に操られる。マージェリーとその兄ロラスが七神正教により逮捕されるが、聖兵に脅されてなすすべなく見守る。妻を救いだせないことに苛立つが、ハイ・スパロウと和解して、武力討伐を訴えるジェイミーを退ける。ロラスとサーセイの裁判の日取りを決め、決闘裁判を禁止する。母サーセイによって妻を殺され、自殺する。 |                                                                  |                                                                                |          |                                            |
| ハイ・スパロウ(雀聖下) | 七神正教の狂信派〈雀〉の指導者                                   | ジョナサン・プライス                                                           | 5-6      | 樋浦勉                                     |
| かつての靴職人で、裸足で粗末な衣を着る厳格で禁欲的な人物。タイレル家を牽制しようとするサーセイによってハイ・セプトン(総司祭)に任命され、七神正教に奉仕する軍隊〈聖兵〉を復活させる。ロラスを男色の罪で逮捕すし、審問では妹のマージェリーもまた偽証に追い込む。孫二人を釈放させようとするオレナを退ける。ランセルの証言により、夫ロバート王の死を謀ったサーセイを逮捕する。ランセルとの不倫だけを認めたサーセイに、他の罪の裁判に戻ることを約束させ、裸で街を歩く〈恥辱の道〉の試練を与えて息子のもとに戻らせる。ミアセラの墓参りも許さない。マージェリーも〈恥辱の道〉を歩かせると脅し、トメンと同盟を結ぶ。マージェリーを釈放し、王の後継ぎを産む義務を果たせと諭す。サーセイの仕掛けさせた〈火素〉によって殺される。 |                                                                  |                                                                                |          |                                            |
| バリスタン・セルミー | 元〈王の盾〉の総帥、デナーリスの家臣                             | イアン・マッケルヒニー                                                         | 1,3-5    | 山本格                                     |
| 名高い英雄であり、〈王の盾〉の総帥である。60歳を超えているにもかかわらず、いまだに素晴らしい剣士である。〈ロバートの反乱〉の時は狂王エイリス王に仕えていたが、ロバートの赦免を得て〈王の盾〉の総帥の地位を守った。 ロバートの死後に新王ジョフリーに罷免され、怒りの言葉を発して王都から去る。真の王を探して仕える使命を自らに課し、エッソスに来てデナーリスを暗殺者から救い、助言者として仕えるようになる。デナーリスに父である狂王と、人々に愛された兄レイガーのことを語り聞かせる。グレイ・ワームをミーリーンのレジスタンスである〈ハーピーの息子たち〉から救おうとして殺される。 |                                                                  |                                                                                |          |                                            |
| ピーター・ベイリッシュ | 蔵相、小貴族の出、"リトルフィンガー"                             | エイダン・ギレン                                                               | 1-7      | 上田燿司                                   |
| 成り上がりの陰謀家。リヴァーランで里子として養育され、キャトリンを愛するようになった。ロバート王の大蔵大臣を務め、傍らで売春宿を経営する。 ライサと関係を持ち、夫ジョン・アリンを毒殺させ、それをラニスター家の仕業にする手紙をキャトリンに送らせる。ブランの暗殺の試みに使われた短剣がティリオンの物だと嘘をつき、スターク家とラニスター家の関係を崩壊させて〈五王の戦い〉のきっかけを作る。エダード・スタークがジョン・アリンの死を調査することを助けるが、ロバートが死んだ後はエダードを裏切る。 タイレル家とラニスター家の同盟を結んだ功で、 〈ハレンの巨城〉を与えられる。サンサをロラスと結婚させようとするヴァリスの計画を阻止し、サンサをティリオンに嫁がせるよう画策する。ライサ・アリンと結婚して〈アリンの谷間〉をラニスター家側につけるためにキングズランディングを旅立つが、その船は密かに沿岸にとどまる。オレナ・タイレルと共謀してジョフリーを暗殺し、その場から逃げ出したサンサを船に迎え、脱出を助けたサー・ドントスは口封じのために殺す。 サンサを連れて〈アリンの谷間〉の高巣城に着き、ライサと結婚する。サンサに愛情を吐露し、サンサを脅したライサを殺す。ライサ殺しの告発は、サンサの助けで逃れる。幼いロビン・アリンの義理の父として後見人となる。タイウィン・ラニスター亡きあとは密かにラニスター家を見限り、サンサとラムジー・ボルトンの婚約を整え、サンサを連れてウィンターフェルに来る。キングズランディングに戻り、サンサがラムジーと結婚しようとしていること、スタニスがウィンターフェルを攻めようとしていることをサーセイに話す。疲弊した勝者を〈アリンの谷間〉の兵で破ると申し出て、見返りに北部総督の地位を求める。二人の孫を逮捕されたオレナに脅され、サーセイがランセルとロバート王の死を謀ったことを教えてサーセイの逮捕を招く。 ロビンを手なずけ、サンサがボルトン家に誘拐されたと嘘をつく。谷間の騎士を集めてサンサを救おうとする。サンサに会うがラムジーとの結婚を整えた事をなじられて引き下がり、ブリンデン・タリーがリヴァーランを奪回した事を伝える。〈落とし子の戦い〉では、サンサの手紙に応えて谷間の軍を率いて駆けつけ、絶体絶命のジョンの軍を救う。サンサの愛を求め、〈鉄の玉座〉に座る夢を口にする。 サンサへの愛をジョンに告げ、敵意にさらされる。サンサがかつてジョフリーへの忠誠をロブに求めた手紙を探し出すが、アリアに盗まれる。サンサとアリア、ジョンの不和を策謀する。サンサに見透かされ、数々の殺人と反逆の罪で裁かれ、アリアに処刑される。 |                                                                  |                                                                                |          |                                            |
| ブライエニー | 巨躯の女性騎士、タース島領主の娘                                 | グェンドリン・クリスティー                                                     | 2-8      | 斉藤貴美子                                 |
| 女ながらも熟練の戦士であり、”怪物”扱いをされることが多いが、誠実かつ頑固である。試合での勝利によって レンリーの護衛の地位を得る。レンリーが暗殺された場にキャトリンと居合わせ、犯人として誤って告発され、共に逃走してキャトリンに仕えるようになる。キャトリンの命で、サンサとアリアをジェイミーと交換するために、ジェイミーを連行してキングズランディングに届ける。旅の途中、二人はボルトン家に捕えられて試練に会うが、互いに敬意を抱くようになる。 ジョフリー暗殺後に消えたサンサを見つけて保護するようジェイミーから託され、鎧とヴァリリア鋼の剣を贈られる。剣を"誓約を果たすもの"と名付け、従士としてポドリック・ペインを伴って旅に出る。アリアを探すため、〈アリンの谷間〉に向かう。アリアとサンダー・クレゲインに出会い、サンダーと闘って崖の下に突き落とすがアリアには逃げられる。 ピーター・ベイリッシュとともにいるサンサと出会うが、奉仕を拒否され、二人をつけてウィンターフェルに来る。密かにサンサに伝言を届け、助けを求める合図を待つ。ボルトン軍に敗れて重傷を負ったスタニスを殺し、レンリーの復讐を果たす。 城を脱出したサンサとシオンを救い、サンサに奉仕を誓う。アリアに会ったことを話し、ジョン・スノウの治める〈黒の城〉に来る。自分がスタニスを処刑したとダヴォスに言う。リヴァーランを奪回したブリンデン・タリーの支持を得るために送りだされる。ジェイミーと再会し、ブリンデンに開城を説得するが拒まれてウィンターフェルに戻り、アリアに再会する。サンサの代理としてキングズランディングに来てハウンドと再会する。ウィンターフェルに来たジェイミーをデナーリスの前で弁護し、自分の軍に加わることを許す。ジェイミーによって騎士となる。〈長い夜〉の戦いを生き延びる。ジェイミーと愛を交わす。キングズランディングに来て戦後処理を話し合う有力諸家の会合に参加し、ブラン王のもとで〈王の盾〉の総帥となる。 |                                                                  |                                                                                |          |                                            |
| ブラン・スターク | スターク家の次男、下半身不随                                     | アイザック・ヘンプステッド＝ライト                                             | 1-4,6-8  | 佐藤美由希(S1-4) 福山潤(S6-8)              |
| 高いところが好きな冒険好きな男の子である。サーセイと双子の弟ジェイミーの性交を見たために塔から突き落とされ昏睡状態となる。暗殺者がブランを襲うが、ブランのダイアウルフが暗殺者の喉を引き裂き、目覚めたブランにサマーと名付けられる。 しばしば〈三つ目の鴉〉の不思議な夢を見る。腰から下が麻痺したままとなり、どこにいくにもホーダーに運ばれなければならない。シオンがウィンターフェルを占拠した時、農民の子供を殺して、ブランは死んだと七王国中を騙す。だがブランは生き延び、〈壁〉の兄ジョンのもとに向かう。〈狼潜り〉(ウォーグ)の力を次第に発揮し、オシャに幼い弟リコンを託して、〈三つ目の鴉〉に会うためにミーラ・リードおよびジョジェン・リードらと〈壁〉の北に向かう。 〈クラスターの砦〉を占拠する 〈冥夜の守人〉の反乱者に捕われる。ジョンの隊に紛れ込んだロックに襲われるが、ホーダーを操ってロックを殺し、ジョンには逢わずに北に向かう。夢に見た場所に着き、〈森の子ら〉に案内されて〈三つ目の鴉〉に出会う。 〈三つ目の鴉〉の指導のもと、幻視で過去と現在のあらゆるものを見ることができるようになる。ウィンターフェルでは少年のころの父エダード、叔父ベンジェン、叔母リアナ、ウィリスと呼ばれまだ言葉を話していたホーダーを見る。ドーンでは、リアナを救出しようとしたエダードとミーラの父ハウランド・リードを見る。ホワイト・ウォーカーが〈森の子ら〉によって作られた事を知る。ホワイト・ウォーカーに襲われ、過去を幻視中に現在のホーダーに乗り移ったことで「ホーダー」としか言えなくなる原因を作る。ミーラに連れられて洞窟を逃げ出し、ベンジェンに救われる。死んだ〈三つ目の鴉〉の代わりとなり、ジョンの母がリアナであることを幻視する。 ミーラとともに〈壁〉を通り抜け、ウィンターフェルに戻る。鴉に入って〈夜の王〉率いる〈亡者〉の大群が〈壁〉に迫るのを見て、国中に警告の手紙を送らせる。ジョンの父レイガー・ターガリエンがリアナと結婚していたことを幻視する。ドラゴンが〈壁〉を破壊するのを幻視する。ウィンターフェルに来たジェイミーと再会するが突き落とされたことは沈黙する。軍議では〈夜の王〉が自分を倒して〈終わりのない夜〉をもたらそうとすると発言し、〈神々の森〉で囮となる。シオンに守られ、近づく〈夜の王〉をアリアが倒して〈長い夜〉の戦いは終結する。有力諸家の会合で王に指名され、北部の独立を認め、六王国の王となる。 |                                                                  |                                                                                |          |                                            |
| ブロン | 傭兵にしてティリオンの友人                                       | ジェローム・フリン                                                             | 1-8      | 白熊寛嗣                                   |
| ブロンは戦いに長けた傭兵である。キャトリンが、旅籠で居合わせた全ての男に、ティリオンの逮捕に協力することを求めたとき、その場に居合わせる。決闘裁判では、報酬を期待してティリオンの擁護者となって命を救い、その後は用心棒としてティリオンに仕え、しばしば友のように接する。 ティリオンが〈王の手〉代理を務めた時、一時は〈王都の守人〉(金マント)の総帥とされ、〈ブラックウォーターの戦い〉の後に解任されるが、王都を防衛した貢献により騎士に叙される。ジェイミーの左手での剣の修行に付き合う。サーセイに貴族の娘との結婚を世話され、ティリオンの決闘裁判では代理闘士となることを断る。 ジェイミーに結婚を反故にすると脅され、ドーンに同行する。ドーン人に化けてウォーターガーデンに潜入するが捕えられる。タイエニー・サンドに毒剣で傷を負わされ、誘惑されて興奮し毒が活性化して死にかける。タイエニーを世界最高の美女と呼ばされて解毒剤を与えられる。トリスタンを殴り倒した罪は、アリオ・ホターに殴られる条件で釈放される。ジェイミーに同行してキングズランディングに戻り、リヴァーラン城奪回をはかるジェイミーに同行する。 ラニスター軍の指揮官となり、タイレル家の本拠ハイガーデンを攻めるジェイミーに同行する。スコーピオンでドロゴンを傷つけ、その炎からジェイミーを救う。キングズランディングに戻りジェイミーとティリオンの密会をお膳立てする。ジェイミーとティリオンを暗殺するようサーセイに依頼される。ウィンターフェルに来て二人に会うが、ティリオンにハイガーデンを約束されて立ち去る。ブラン王のもとで、河間平野の領主かつ大蔵大臣となる。 |                                                                  |                                                                                |          |                                            |
| マージェリー・タイレル | タイレル家の長女、レンリーとジョフリーの未亡人、トメン王の王妃。 | ナタリー・ドーマー                                                             | 2-6      | 東條加那子                                 |
| 祖母オレナ・レッドワインの教えを受けた賢く抜け目ない娘であり、七王国の女王になることを望む。タイレル家の忠誠の証として、王を自称するレンリーと結婚する。レンリーが殺された後、タイレル家はラニスター家と同盟を結び、ジョフリー王と婚約する。サンサと友達になり、ジョフリーが民衆に愛されるよう努力する。 二番目の夫もまた殺されてしまい、今度は次期国王トメンに接近し結婚して、邪魔なサーセイ太后を遠ざけようと年下の夫を操る。兄ロラスの男色を宗教審問で否定したため、偽証罪で逮捕される。 〈恥辱の道〉を歩かされそうになるが、トメンがハイ・スパロウと和解したために延期される。釈放されるがセプタ・ユネラの監視下におかれる。七神正教に帰依した偽装をし、祖母オレナには故郷に帰るよう求める。大聖堂でのロラスの審判に出るが、サーセイが仕掛けさせた〈火素〉の大爆発で父、兄ともども殺される。 |                                                                  |                                                                                |          |                                            |
| ミッサンデイ | デナーリスの通訳                                                 | ナタリー・エマニュエル                                                         | 3-8      | 藤井ゆきよ                                 |
| ナース島の出身。アスタポアの奴隷商人クラズニスの通訳であったがデナーリスに所望されて仕える。去勢された兵士であるグレイ・ワームに共通語を教えるうち、恋愛感情を生じる。デナーリス不在の間、ティリオンの統治を助ける。デナーリスに同行してウェスタロスに向かう。キャスタリーロックを攻めるためにドラゴンストーンを去るグレイ・ワームと愛を交わす。デナーリスに従ってウィンターフェルに入城する。グレイ・ワームとは戦後に故郷ナースに行くことを約束する。〈長い夜〉の戦いでは地下に隠れる。デナーリスの艦隊がキングズランディング沖で破壊されて捕虜となり、デナーリスの目前で斬首される。 |                                                                  |                                                                                |          |                                            |
| メリサンドル | スタニスに仕える〈光の王〉の女祭司                               | カリス・ファン・ハウテン                                                       | 2-8      | よのひかり                                 |
| エッソス出身の、常に赤い衣装を纏う美しい女性である。魔法と予言視を行い、ウェスタロスの他の宗教を敵視する。"約束の王子"であると信じるスタニスの助言者となり、その妻セリースを〈光の王〉の信者とする。魔法を使って、スタニスと寝た後、影の如きものを産み落とし、スタニスのライバルである弟レンリーを殺させる。 ジェンドリーの血を使ってスタニスの敵を呪う。〈冥夜の守人〉の手紙をくべた火の中に〈北部〉での戦いを視て、スタニスとともにダヴォスが必要とされることを予言する。 スタニスと共に〈壁〉に着く。ジョン・スノウを誘惑してスタニス軍に加えようとするが果たせない。スタニスに同行してウィンターフェルに進軍する。大雪に阻まれたスタニス軍の形勢挽回のため、スタニスに願って娘のシリーンを〈光の王〉の犠牲に捧げる。だが軍の半数が逃げ出したためスタニスを見限り、〈黒の城〉に逃げ出す。 活躍を予言視したはずのスタニスとジョンの死を見て、信仰に疑問を持ち始める。首飾りを外すと、老婆の姿が現れる。ダヴォスに請われてジョンを蘇生させる。今度はジョンを"約束の王子"と見なして行動を共にする。シーリーンを犠牲にした証拠をダヴォスに見つけられ、ジョンによって〈北部〉から追放される。 ドラゴンストーンのデナーリスのもとに現れて予言にある"約束の王子または王女"と呼び、ジョンとの同盟を助言する。ジョンおよびダヴォスには会わず、ヴォランティスに向かう。 〈長い夜〉の戦いでウィンターフェルに戻り、魔法でドスラク人の剣に炎をつけ、城壁を取り囲む溝に着火して亡者の接近を遅らせる。勝利の後、魔法の首飾りを外しダヴォスの目の前で朽ち果てる。 |                                                                  |                                                                                |          |                                            |
| ラムジー・スノウ | ルース・ボルトンの残酷な落とし子                                 | イワン・リオン                                                                 | 3-6      | 小松史法                                   |
| 〈北部〉で落とし子を意味する"スノウ"姓をつけられて差別される。父のルース・ボルトンによってウィンターフェル奪回のために送られる。シオンが部下に昏倒させられた後、謎の男たちに捕えられ拷問を受ける時に現れる。姉のヤーラに送られたと言ってシオンを助けるが、再び牢に連れ戻し、ブランとリコンが生きていることを聞き出した後、拷問を続ける。その後も偽りの救出と牢への連れ戻しを繰り返し、去勢してシオンの人格を崩壊させ、リーク(くさや)という蔑称を与える。 シオンを救出に来たヤーラの襲撃を撃退する。シオンを使って、〈北部〉と南部を繋ぐ要地のモウト(要塞)・ケイリンを占領する鉄諸島人を投降させるが、約束を破り皮を剥いで全員を殺す。この功により、嫡出子とされてラムジー・ボルトンとなる。 〈北部〉での立場を強めるため、サンサと結婚する。シオンの目の前でサンサをレイプし、虐待して監禁する。スタニスの軍がウィンターフェルを攻めることを知り、20名の兵を率いて襲い兵糧を襲う。騎兵を率い、弱体化したスタニス軍を壊滅させる。 脱出したサンサとシオンに追手を差し向ける。弟が生まれた知らせを聞いて父、義母、弟を皆殺しにしてボルトン公となる。アンバー公スモールジョンからオシャとリコンを引き渡される。命を狙ったオシャを返り討ちにし、手紙をジョンに送ってリコンを捕えた事を伝える。〈落とし子の戦い〉では、優勢な軍を率いて敵軍を圧倒し、リコンを殺してジョンを罠にかけるが、谷間の援軍に敗れる。ジョンに殴り倒され、牢の中ではサンサに自分の飢えた猟犬をけしかけられて食い殺される。 |                                                                  |                                                                                |          |                                            |
| ルース・ボルトン | スターク家の旗主でドレッドフォート公                             | マイケル・マケルハットン                                                       | 2-6      | 佐々木誠二                                 |
| 主君のロブの呼びかけに応じて反乱軍に加わり、シオンがウィンターフェルを占領したときには落とし子のラムジー・スノウを送って取り戻させる。ロブの元から逃げ出したジェイミーとブライエニーを部下のロックが捕えるが、ロブに引き渡さずキングズランディングに送り届ける。〈双子城〉でのエドミュア・タリーの婚儀ではフレイ家と謀りスターク家を裏切って惨殺し、自ら主君のロブを殺す。この出来事は〈釁られた婚儀〉として知られるようになる。 タイウィンによってスターク家の代わりに北部総督に任命されるが、主君を裏切ったボルトン家には従わない北部諸侯も多い。フレイ家から嫁ウォルダを迎え、スターク家の生き残りを始末するようロックを〈壁〉に送り出す。シオンにモウト(要塞)・ケイリンを開城させ、軍を率いて〈北部〉に戻り無主のウィンターフェルを我がものとする。 後ろ盾のタイウィン・ラニスターが死んだ後は、〈北部〉での立場を強化するために、王の許可で嫡出子としたラムジーをサンサ・スタークと結婚させる。攻めよせたスタニス軍を壊滅させる。ラムジーの〈黒の城〉襲撃の主張を退け、ウォルダに男の子が生まれた知らせを聞いた直後にラムジーに殺される。 |                                                                  |                                                                                |          |                                            |
| ロバート・バラシオン | 七王国の王                                                       | マーク・アディ                                                                 | 1        | 浦山迅                                     |
| ターガリエン家の庶子の家系であるバラシオン家に生まれたロバートは、エダードと共に高巣城でジョン・アリンの里子として育ち親友となった。後にロバートは、ネッドの妹のリアナの婚約者となった。レイガー・ターガリエンがリアナと姿を消し、エダードの兄ブランドンはエイリス王に捕えられ処刑された。ロバート、エダード、そしてジョンは王に反抗して立ち上がり、〈ロバートの反乱〉が始まった。ロバートは自らトライデント河でレイガーを殺し、ターガリエン王朝を倒して王となったが、リアナも死んだ。ラニスター家の忠誠を確実にするため、サーセイと結婚した。3人の子をもうけたが、その父親が実はサーセイの双子の弟ジェイミーであることを知らない。ロバートはジョン・アリンを宰相である〈王の手〉に任命し、王国の統治をほとんど任せた。エイリス王の残した膨大な富を無駄遣いして、王室は大きな借財を背負う。 ジョン・アリンの死後、エダードを〈王の手〉とするが、狩りの最中に野生の猪によって殺される。残した3人の嫡出子には血が流れておらず、落とし子のほとんどは息子ジョフリーに殺される。 |                                                                  |                                                                                |          |                                            |
| ロブ・スターク | エダード・スタークの長男、〈北の王〉                             | リチャード・マッデン                                                           | 1-3      | 川田紳司                                   |
| スターク家の世継ぎであり、父と同じく名誉を尊重する。里子のシオンとは親友である。エダードが反逆罪で逮捕されると、釈放を求めて旗主たちを集め、リヴァーランドに進軍する。川を渡してもらう代わりに渡し場の領主ウォルダー・フレイの娘と婚約する。エダードの処刑の知らせが届いた時、"北の王"として独立を宣言する。 リヴァーランドの最上位の領主で母キャトリンの実家のタリー家の支持を得て戦いに連勝し、ジェイミーを捕虜とする。レンリーとの同盟を求めてキャトリンを使者として送りだすが、レンリーは暗殺され同盟は不調に終わる。グレイジョイ家との同盟を求めて送り出したシオンは裏切り、ウィンターフェル城を焼いてブランとリコンを殺したと発表する。弟たちの死に悲しんだロブは、治療者タリサと結婚してしまい、破約されたフレイ家は怒り軍を去る。息子たちを失ったキャトリンは、キングズランディングに捕えられる娘たちとの交換を求めて独断でジェイミーを釈放する。ジェイミーに息子を殺されたリカード・カースタークがこれに怒りラニスター家の捕虜を殺したためにロブに処刑され、その結果カースターク家の軍もまた去る。 ほとんどの戦いに勝利しても味方は減り、戦争には負け始める。フレイ家を再び味方につけてラニスター家の本拠キャスタリーロックを攻めるため、叔父エドミュアをウォルダー公の娘と結婚させることにし、フレイ家の本拠〈双子城〉での婚儀に出席する。だが婚儀で旗主ルース・ボルトンとフレイ家に裏切られ、スターク軍は壊滅し、妊娠した妻タリサは殺され、ロブは母の目の前でルース・ボルトンに殺される。ダイアウルフのグレイウィンドも殺され、その頭は斬首されたロブの体につけられてさらしものにされる。この出来事は〈釁られた婚儀〉として知られるようになる。 |                                                                  |                                                                                |          |                                            |

## その他の登場人物

### 「ア」行
| 役名 | 説明                                         | 俳優                           | シーズン | 声優                      |
| --- | -------------------------------------------- | ------------------------------ | -------- | ------------------------- |
| アーサー・デイン | マーテル家の旗主デイン家の騎士。             | ルーク・ロバーツ               | 6        |                           |
| "暁の剣"と呼ばれる最高の騎士で〈王の盾〉の一員。レイガー・ターガリエンの命令に従って、ドーンの〈喜びの塔〉でリアナを守った。エダードに率いられた北部人多数と戦い圧倒するが、ハウランド・リードに背中から刺されて殺されたところをブランに幻視される。 |                                              |                                |          |                           |
| 〈紅の祭司〉 | ヴォランティスの〈光の王〉の祭司             | 福島リラ                       | 5        |                           |
| デナーリスが救世主であるとヴォランティスの民衆に説教する |                                              |                                |          |                           |
| アニア・ウェインウッド | アリンの谷間の貴族                           | パオラ・ディオニソッティ       | 4        | よのひかり                |
| ヨーン・ロイスとともにライサの死の件でピーター・ベイリッシュを尋問する。 |                                              |                                |          |                           |
| アリオ・ホター | ドーラン・マーテルの衛士長                   | デオビア・オパレイ             | 5-6      | 乃村健次                  |
| ドーランの命で、ミアセラを連れ出そうとしたジェイミーとブロン、そして〈砂蛇〉とエラリア・サンドを逮捕する。エラリアの起こしたクーデターにより、タイエニーに殺される。 |                                              |                                |          |                           |
| アリザー・ソーン | 〈壁〉の武術師範                             | オーウェン・ティール           | 1,4-6    | 山本格(S1) 田中一永(S4-6) |
| ジョンとサムに辛く当たる。総帥ジオー・モーモントの死後には総帥代理となり、マンス・レイダーの軍への備えを求めるジョンの訴えを却下する。〈野人〉に攻められた〈壁〉の防衛を指揮するが負傷する。総帥選挙では〈野人〉への厳しい対処を訴えるがジョンに敗れ、哨士長に任命される。ジョンが〈壁〉を離れた時、指揮を任される。ジョンが〈野人〉を〈黒の城〉に連れ帰ったことを批判する。ジョンに反対する仲間たちと謀り、ジョンを暗殺し、〈黒の城〉を掌握する。ダヴォスらがジョンの遺体を守る部屋に押し入ろうとするが、〈野人〉に妨げられ復活したジョンの手で絞首刑に処される。 |                                              |                                |          |                           |
| アリス・カースターク | スターク家の旗主カースターク家の世継ぎ       | ミーガン・パーキンソン         | 7-8      |                           |
| カースターク家の裏切りをジョン・スノウに許され、家を継ぐ。 |                                              |                                |          |                           |
| アルトン・ラニスター | ジェイミーの従弟                             | カール・デイヴィース           | 2        | 櫻井トオル                |
| ロブの軍に捕らわれた後に和平交渉のためキングズランディングに送られ、回答を持ってロブの陣に戻る。ジェイミーと同じ牢に入れられるが、牢番の注意を引くためにジェイミーに殺される。 原作には登場しない。 |                                              |                                |          |                           |
| アンガイ | 〈旗印のない兄弟団〉の弓の名手               | フィリップ・マクギンリー       | 3        | 櫻井トオル                |
| イェッザン | ミーリーンの〈偉大なる親方〉                 | エンツォ・クリエンティ         | 5-6      | 烏丸祐一                  |
| ジョラーとティリオンを奴隷商人から買い、闘技場で闘わせる。後には奴隷都市の親方を代表し、デナーリスの助言者となったティリオンと和平交渉をする。和平を破ってミーリーンを攻めるが、デナーリスのドラゴンとドスラク軍に敗れ、降伏する。 |                                              |                                |          |                           |
| イゼンバロ | 劇団長にして俳優                             | リチャード・E・グラント        | 6        | 伊藤和晃                  |
| ブレーヴォスで、ロバート、エダード、サーセイらが登場する笑劇を見せる。 |                                              |                                |          |                           |
| イリ | デナーリスの侍女                             | アムリタ・アチャリア           | 1-2      | 佐藤美由希                |
| クァースで、ドラゴンが盗まれた際に殺される。 |                                              |                                |          |                           |
| イリリオ・モパティス | ペントスの豪商、デナーリスの庇護者           | ロジャー・アラム               | 1        |                           |
| ヴァリスと密かに協力し、デナーリスおよびヴィセーリスを庇護する。七王国再征服のための軍勢を得るため、デナーリスとカール・ドロゴとの結婚を整える。結婚式では3個の石化したドラゴンの卵をデナーリスに贈る。 |                                              |                                |          |                           |
| イリーン・ペイン | 口のきけない首斬り役人                       | ウィルコ・ジョンソン           | 1-2      |                           |
| エダードの首を刎ねる。キングズランディング攻防戦では、サーセイら女性を警護し、敗北の際には辱められる前に命を断つ役目を負う。 |                                              |                                |          |                           |
| ヴァーラ | 〈ハーピーの息子たち〉に味方する娼婦         | Meena Rayann                   | 6        |                           |
| 〈ハーピーの息子たち〉に味方して、〈穢れなき軍団〉と〈次子〉の死を招くミーリーンの娼婦。ヴァリスに息子を持ちだされて脅され、ペントスへの亡命と引き換えにアスタポア、ユンカイ、ヴォランティスの奴隷所有者である親方たちが背後にいることを自白する。 |                                              |                                |          |                           |
| ヴィセーリオン | デナーリスのドラゴン                         |                                | 1-8      |                           |
| 兄ヴィセーリスにちなんで名づけられる。大きくなり獣性を増したため、レイガルとともに閉じ込められる。ミーリーンが包囲された時には、脱出してドロゴン、レイガルとともに敵の艦隊を焼く。デナーリスに率いられ、〈壁〉の向こうでジョン・スノウらの一行を救いに行くが、ホワイト・ウォーカーの〈夜の王〉の投げた氷の槍によって殺される。〈夜の王〉によって蘇生させられ、〈亡者〉となってその軍に加わり〈壁〉を破壊する。〈長い夜〉の戦いでは〈夜の王〉を乗せてドロゴン、レイガルと戦うも、〈夜の王〉がアリアに倒されたときに動きを止める。 |                                              |                                |          |                           |
| ウォルダー・フレイ | タリー家の旗主である富裕なフレイ家の当主     | デイビッド・ブラッドリー       | 1,3,6    | 白熊寛嗣                  |
| リヴァーランドのトライデント河の渡し場を守る〈双子城〉城主で、非常な長命で大勢の子や孫がいる。ロブの軍が河を越えようとした時、条件としてロブとアリアが自らの子と結婚する約束をキャトリンと結ぶ。だがロブの破約に怒り、エドミュアと娘の結婚を再び約束するも、婚儀でキャトリン、ロブ、妻タリサを惨殺し、スターク家を壊滅させる。この功によりリヴァーランの城主とされる。だがブリンデン・タリーにリヴァーランを奪回され、エドミュアを使って降伏させるよう命じる。リヴァーラン奪回後、アリアに息子ローサーとウォルダーの肉を食べさせられ、キャトリン同様に喉を切り裂かれて死ぬ。アリアは顔の皮をはいで身に着け、フレイ家の残りを欺いて毒殺する。 |                                              |                                |          |                           |
| ウォルダー・リヴァーズ | ウォルダー公の落とし子                       | ティム・プレスター             | 3,6      | 櫻井トオル                |
| ブラック・ウォルダーとも呼ばれる。フレイ軍が再び軍に加わる交渉のため、ローサー・フレイとともにロブ・スタークの陣を訪ねる。〈釁られた婚儀〉では、キャトリンの喉を切り裂いて殺す。ローサーとともにブリンデン・タリーにリヴァーラン城を奪われ、奪回するための包囲軍を指揮する。アリアに殺され、パイに刻まれた肉を入れられて父に食べさせられる。 |                                              |                                |          |                           |
| ウォルダ・フレイ | ウォルダー公の孫でルース・ボルトンの太った妻 | エリザベス・ウェブスター       | 4-6      | 品田美穂                  |
| ウィンターフェルに来て暮らし、ルースの子を産むが、ルースを殺したばかりのラムジーによって子と共に猟犬に与えられて食い殺される。 |                                              |                                |          |                           |
| ウン・ウェグ・ウン・ダール・ウン | ハードホームにいた巨人                       | イアン・ホワイト               | 5-6      |                           |
| ホワイトウォーカーに席巻されたハードホームから黒の城に逃げて来る。トアマンドらと共に、ジョンを殺したアリザー・ソーンら反逆者を打ち破る。ボルトン家と戦うジョンの軍に加わる。〈落とし子の戦い〉では、城門を破ったところでラムジーに殺される。 |                                              |                                |          |                           |
| エイモリー・ローチ | ラニスター家の家臣                           | フィンタン・マッキィーオン     | 1-2      | 山本格                    |
| ジェンドリーを探してヨーレンの率いる一行を襲い、ヨーレンを殺してアリアやジェンドリーらを〈ハレンの巨城〉に連れていく。アリアがタイウィンの手紙を盗んだ事を知るが、アリアの依頼でジャクェンに殺される。 |                                              |                                |          |                           |
| エイモン | 〈壁〉の盲目のメイスター、ターガリエン家出身 | ピーター・ヴォーン             | 1,3-5    | 最上嗣生                  |
| かつて王位争いから逃れるためにメイスターとなり〈壁〉に来た老人。デナーリスの父の狂王エイリスの伯父にあたる(原作では大伯父)。〈ロバートの反乱〉では家族のほとんどを殺されながらも〈壁〉に留まった。サムの読書好きを気に入り自分付きの〈雑士〉とする。エダード・スタークが殺され、ジョンが〈壁〉から脱走してロブの軍に加わろうとしたときは、〈壁〉に留まって七王国全体を守るよう説得する。総帥のジオー・モーモントが反乱で殺され、サムがジリと〈壁〉に戻って来た時には、ホワイト・ウォーカーの出現および〈野人〉の脅威を七王国中に手紙で知らせる。〈野人〉の仲間となっていたジョンが〈壁〉に戻って告発された時に弁明を受け入れ釈放する。ジョンとアリザー・ソーンが同票となった総帥選では、最後の一票を投じてジョンを選ぶ。親族のデナーリスが立ってミーリーンを手にしたことを聞き及び、老齢のため助言してやれないことを悔む。サムとジリに見守られて病死する。 |                                              |                                |          |                           |
| エイリス狂王 | ジェイミーが殺したデナーリスの父             | デヴィッド・リントウル         | 6        | 乃村健次                  |
| ターガリエン王朝最後の王にして、レイガー、ヴィセーリス、デナーリスの父。エダードの父と兄を処刑し、〈ロバートの反乱〉に際してはキングズランディングを〈炎素〉で焼きつくそうとしたが、住民を救おうとした〈王の盾〉の騎士ジェイミーに暗殺されたところをブランが幻視する。 |                                              |                                |          |                           |
| エイロン・グレイジョイ | ベイロンの末弟で〈溺神〉の祭司               | マイケル・フィースト           | 6        | 木村雅史                  |
| ベイロンの水葬に立ちあう。ヤーラの王位要求を一蹴し、法に基づき選王民会を開く。王に選ばれたユーロンを溺れさせて蘇生させ、戴冠する。 |                                              |                                |          |                           |
| エディソン・トレット | 〈冥夜の守人〉の雑士                         | ベン・クロンプトン             | 2-8      | 白川周作                  |
| ジョン・スノウの友人。愛称はドロラス・エッド(陰気なエッド)。ジオー・モーモントの率いる偵察隊に加わって〈壁〉の向こう側に行き、〈最初の人々の拳〉の戦いで生き残って〈クラスターの砦〉に戻る。反乱がおきてモーモント総帥が殺された後も抵抗し、〈黒の城〉に戻る。ジョン・スノウとともに反乱者を討伐する。〈黒の城の戦い〉では、ジョンの命で〈壁〉の頂に残って防衛を指揮し、〈野人〉を退ける。ジョンとともに〈堅牢な家〉(ハードホーム)の戦いを生き延びる。暗殺されたジョンの遺体をダヴォス・シーワースと共に守る。ダヴォスの指示で〈野人〉を連れ帰り、アリザー・ソーンら暗殺者の軍を破る。ジョンから総帥の外套を渡され、〈黒の城〉を任される。〈最後の炉端城〉に入り、ベリック・ドンダリオンやトアマンドとともに〈死者の軍団〉の襲った跡を見る。〈長い夜〉の戦いではサムを守って死ぬ。 |                                              |                                |          |                           |
| エドミュア・タリー | タリー家の長男でキャトリンの弟               | トビアス・メンジーズ           | 3,6,8    | 遠藤純一                  |
| 父ホスター・タリーの死後、リヴァーラン城主となる。ロブの軍略の失敗を招き、フレイ家の援軍を得るためにウォルダー・フレイの娘ロズリンと結婚する。婚儀でフレイ家に自軍のほとんどを惨殺されながらも生き延びて捕らわれの身となる。叔父ブリンデンが立てこもるリヴァーランの前に引き出され、開城しなければ殺すという脅しに使われる。ジェイミーに息子を殺されると脅され、入城して降伏を命じる。再び〈双子城〉に幽閉される。解放され、キングズランディングに来て戦後処理を話し合う有力諸家の会合に出席する。王に立候補するが姪のサンサに沈黙させられる。 |                                              |                                |          |                           |
| エブローズ | サムを指導するアーチメイスター               | ジム・ブロードベント           | 7        |                           |
| オールドタウンの〈知識の城〉の指導的な地位にあるアーチメイスター(上級学匠)。サムを指導し、ホワイト・ウォーカーを目撃したと言うサムの話を信じる。ジョラーを診断して治療不可能だと断じ、サムの見つけた治療法を危険すぎると禁じる。サムが命令に反して治療した成果は認めるが、サムには罰を与える。ブランから〈亡者〉の大軍が〈壁〉に迫る警告を受け取るが、信憑性を疑って行動を起こさない。 |                                              |                                |          |                           |
| オシャ | 元〈野人〉でスターク家に仕える               | ナタリア・テナ                 | 1-3,6    | 品田美穂                  |
| ホワイト・ウォーカーから〈壁〉の南に逃げてきたところを捕えられ、スターク家に仕えるようになる。ブランおよびリコンと親しくなり、シオンが占領するウィンターフェルから二人を連れて逃げだす。リコンを託されて、スターク家の旗主アンバー家の治めるラスト・ハース城に向かう。アンバー公となったスモールジョンによってリコンと共にラムジー・スノウに引き渡される。ラムジーを誘惑して命を狙うが返り討ちに会う。 |                                              |                                |          |                           |
| オセル・ヤーウィック | 〈壁〉の工士長                               | ブライアン・フォーチュン       | 1,4-6    | 間宮康弘                  |
| アリザー・ソーンの仲間に加わってジョン・スノウを暗殺する。甦ったジョンによって絞首刑にされる。 |                                              |                                |          |                           |
| オバラ・サンド | オベリン・マーテルの落とし子の娘〈砂蛇〉     | ケイシャ・キャッスル＝ヒューズ | 5-7      | 品田美穂                  |
| ドーンで落とし子を意味する"サンド"姓を付けられる。槍の使い手。エラリア・サンドに賛同し、父オベリンの復讐を求める。ジェイミー・ラニスターをドーンに運んだ船長を尋問してジェイミーの潜入を知り、船長を殺す。ミアセラ誘拐を図り、ミアセラを連れ出そうとしたジェイミーとブロンと戦うが、アリオ・ホター率いる兵に逮捕される。エラリアのクーデターに加わり、キングズランディングに向かう船の中で、トリスタン・マーテルを殺す。ヤーラの船に乗るところをユーロンの艦隊に襲撃され、殺される。 |                                              |                                |          |                           |
| オベリン・マーテル | ドーンの領主ドーラン・マーテルの弟           | ペドロ・パスカル               | 4        | 奥田啓人                  |
| 兄ドーラン・マーテルの代理で王の婚儀に出席するためにキングズランディングに来るが、その真の目的はグレガー・クレゲインに惨殺された姉エリアの復讐である。ジョフリー暗殺犯として逮捕されたティリオンの裁判では裁判官の一人となる。ティリオンの代理闘士となって決闘裁判でグレガーと闘う。グレガーに重傷を与え、エリア殺しを告白させるが、あと一歩のところで殺される。 |                                              |                                |          |                           |
| オリー | 〈野人〉に襲われた村の少年                   | ブレノック・オコーナー         | 4-6      | 合田絵利                  |
| イグリットら〈野人〉に全滅させられた村で一人だけ命を助けられ、〈冥夜の守人〉をおびき出すために〈壁〉に通報に行かされる。〈黒の城の戦い〉では、父を殺したイグリットを射殺して敵を討つ。総帥となったジョン・スノウ付きの従者となる。ジョンが〈野人〉と同盟することに困惑する。ジョンを暗殺するアリザー・ソーンの仲間に加わり、ジョンを騙して連れ出して剣を突き刺す。ジョン・スノウの仲間に味方する〈野人〉の軍に敗れて捕えられる。甦ったジョンによって絞首刑に処される。 原作には登場しない。 |                                              |                                |          |                           |
| オリヴァー | ベイリッシュのスパイで男娼                   | ウィル・テューダー             | 3-5      | 白川周作                  |
| ベッドを共にしたロラス・タイレルから、サンサとの縁談があることを聞き出してベイリッシュに報告する。宗教審問ではロラスと寝たことと、それをロラスの妹のマージェリーに見られたと証言し、マージェリーの偽証罪による逮捕をも招く。 原作には登場しない。 |                                              |                                |          |                           |
| オルネラ | デナーリスと親しくなるドスラク人の寡婦       | Hannah John-Kamen              | 6        | 佐藤美由希                |
| オレナ・レッドワイン | マージェリー・タイレルの祖母、〈茨の女王〉   | ダイアナ・リグ                 | 3-7      | 片岡富枝                  |
| レッドワイン家出身で、愚鈍なメイス・タイレル公の母親。意地の悪いウィットと毒舌を備えた、ずる賢い老女である。〈北部〉を手に入れるため孫のロラスとサンサを結婚させようとするが、タイウィンに阻止される。マージェリーと婚約したジョフリーの残酷な性格を知り、ベイリッシュと組んで暗殺する。サーセイに妨害される前に、次期国王のトメンに近づくようマージェリーに助言する。ロラスが男色の罪で逮捕されたためにキングズランディングに来てサーセイに抗議するが、審問では目の前でマージェリーも逮捕される。ハイ・スパロウ(雀聖下)を買収しようとし、次に脅してロラスとマージェリーの釈放を図るが果たせない。ジョフリー殺しを共謀したことでベイリッシュを脅し、サーセイがランセルとロバート王の死を謀ったことを聞き出し、サーセイの逮捕と〈恥辱の道〉の苦行を招く。マージェリーも〈恥辱の道〉を歩かされると聞かされ、タイレル家の軍でマージェリーを奪回しようとするが、トメンがハイ・スパロウと和解したために引き下がる。釈放されたマージェリーに故郷に帰る事を説くが拒否される。サーセイの〈火素〉で家族を殺され、復讐のためにドーンにきてエラリア・サンドと同盟を話し合う。ドラゴンストーンに来てデナーリスと同盟する。ラニスター家と旗主のターリー家にハイガーデン城を落とされ、ジェイミーから渡された毒を飲んで死ぬ。死の直前、ジョフリー暗殺を告白する。 |                                              |                                |          |                           |
| オレル | 〈野人〉の皮装者                             | マッケンジー・クルック         | 3        | 烏丸祐一                  |
| 動物の心に入り込み操る能力の持ち主、イグリットに横恋慕し、ジョン・スノウを殺そうとするが逆に殺される |                                              |                                |          |                           |

### 「カ」行
| 役名 | 説明                                             | 俳優                                                                                  | シーズン | 声優       |
| --- | ------------------------------------------------ | ------------------------------------------------------------------------------------- | -------- | ---------- |
| カーシ | ハードホームの〈野人〉の指導者                   | ビルギッテ・ソレンセン                                                                | 5        | 皆川純子   |
| ハードホーム(〈堅牢な家〉)での〈野人〉の指導者のひとり。ジョン・スノウの提案を受け入れ、〈壁〉の南に行こうとし、子供を船に乗せる。幼い〈亡者〉を見て戦闘意欲を失って殺され、後に〈亡者〉となる。原作には登場しない。 |                                                  |                                                                                       |          |            |
| カール・タナー | 〈冥夜の守人〉の反逆者                           | バーン・ゴーマン                                                                      | 3-4      | 山本格     |
| キングズランディング出身の元暗殺者。〈クラスターの砦〉で反乱を起こし、クラスターと総帥ジオー・モーモントを殺す。ジョン・スノウに殺される。 |                                                  |                                                                                       |          |            |
| カール・モロ | ドスラク人の族長                                 | ジョー・ナウファフー                                                                  | 6        | 白熊寛嗣   |
| 〈ドスラクの海〉の荒野でデナーリス・ターガリエンを捕え、カール・ドロゴの寡婦と知って、慣習に従いヴァエス・ドスラクに連れて行く。神殿で、デナーリスに放火されて焼け死ぬ。 |                                                  |                                                                                       |          |            |
| 鎧骨公 | 〈野人〉の戦頭で骨の鎧を着る。がらがら帷子       | Edward Dogliani ロス・オヘネシー                                                      | 2-3, 5   | 西村太佑   |
| イグリットの嘆願を聞き入れ、ジョン・スノウを助命してマンス・レイダーのもとに連れて行く。ハードホーム(〈堅牢な家〉)で〈野人〉の指導者となるが、同盟を申し出るジョン・スノウに耳をかさず、トアマンドに殺される。 |                                                  |                                                                                       |          |            |
| 蛙のマギー | 少女時代のサーセイの未来を占った魔女             | ジョディ・メイ                                                                        | 5        | 杉浦慶子   |
| サーセイは婚約者の王子レイガー・ターガリエンではなく王と結婚し、サーセイは3人の子をもうけ王は20人の子をもうけると謎めいた予言をする。サーセイの子はすべて黄金の冠を被るが葬儀で黄金の布をかけられ、サーセイは若いクイーンにすべてを奪われると予言する。 |                                                  |                                                                                       |          |            |
| カメーロ | イゼンバロの劇団員でエダード役を演じる           | Kevin Eldon                                                                           | 6        |            |
| キンヴァラ | ヴォランティスの〈紅の祭司〉                     | アニア・ブクシュタイン                                                                | 6        | 沢城みゆき |
| ティリオンらに招かれてミーリーンに来て、デナーリスが選ばれし者であると民衆に訴える。 |                                                  |                                                                                       |          |            |
| クァイバーン | 元メイスター                                     | アントン・レッサー                                                                    | 3-8      | 伊藤和晃   |
| かつて人体実験を行ったために資格を剥奪された元メイスター。ジェイミーの化膿した右腕を治療し、キングズランディングに同行する。瀕死のグレガー・クレゲインの治療を任され、再生させて〈王の盾〉に加える。サーセイに忠実に仕え、ヴァリスから子供たちのスパイである〈小鳥たち〉を引き継ぎ、小評議会の一員となる。〈小鳥たち〉を使ってパイセルを殺し、大聖堂の地下に仕掛けた〈火素〉を爆破させてハイ・スパロウやタイレル家を皆殺しにする。トメン王の死後、〈女王の手〉となりサーセイを女王として戴冠する。デナーリスのドラゴンに対抗してスコーピオンを用意させる。サーセイの命でブロンにティリオンとジェイミーの暗殺を依頼する。キングズランディング城門前ではデナーリス軍を代表するティリオンと交渉する。デナーリス軍に圧倒され、サーセイとともに逃げる途中、サンダー・クレゲインの挑戦を受けようとしたグレガーを制止しようとして殺される。 |                                                  |                                                                                       |          |            |
| クェイス | 木の仮面をつけた女予言者                         | Laura Pradelska                                                                       | 2        |            |
| クァースでデナーリスのドラゴンが盗まれたた時、その居場所をジョラーに示唆する。 |                                                  |                                                                                       |          |            |
| クォーリン | 〈冥夜の守人〉の哨士。二本指のクォーリン         | サイモン・アームストロング                                                            | 2        | 石住昭彦   |
| 熟練の哨士だが〈野人〉につかまり、その動向を探るためにジョン・スノウに偽りの投降をさせ、真実味を増すためにジョンと戦って殺される。 |                                                  |                                                                                       |          |            |
| クラスター | 娘を妻とし大家族を率いる〈野人〉                 | ロバート・パフ                                                                        | 2-3      | 間宮康弘   |
| 〈冥夜の守人〉と協力関係にあり、〈クラスターの砦〉の宿と食を提供するが反乱者に殺される。男の赤子は密かにホワイト・ウォーカーに捧げる。 |                                                  |                                                                                       |          |            |
| クラズニス | アスタポアの奴隷商人                             | ダン・ヒルデブランド                                                                  | 3        |            |
| 8000人の〈穢れなき軍団〉をデナーリスのドラゴンと交換するが、直後にドラゴンに焼き殺される。 |                                                  |                                                                                       |          |            |
| グレイ・ワーム | 〈穢れなき軍団〉の司令官                         | ジェイコブ・アンダーソン                                                              | 3-8      | 櫻井トオル |
| 〈穢れなき軍団〉に司令官として選ばれる。灰色の蛆虫を意味する名は辱めとして奴隷商人に与えられたものだが、デナーリスに自由に名を選べと言われた時、解放された時の名のままでいることを選ぶ。ミッサンデイに魅かれる。ミーリーンのレジスタンスである〈ハーピーの息子たち〉に待ち伏せされ重傷を追う。デナーリス不在の間、ティリオンの統治を助ける。デナーリスとともにウェスタロスに向かう。〈穢れなき軍団〉を率いてキャスタリーロックを攻略するが、守備兵の大半は見当たらず、〈穢れなき軍団〉を運んだ艦隊はユーロンに壊滅させられる。〈穢れなき軍団〉を率いてキングズランディングに来る。デナーリスに同行してウィンターフェルに入る。ミッサンデイと愛を誓い、戦後にミッサンデイの故郷ナースに行くことを約束する。〈長い夜〉の戦いを生き延びる。デナーリス艦隊とともにキングズランディングに来るが艦隊は破壊され、捕虜となったミッサンデイは目前で斬首される。キングズランディング攻めに加わり、降伏の鐘が鳴ってもデナーリスが街の破壊を続行するのを見て、自らも攻撃を続行して敵兵を殺戮する。デナーリスの命で全捕虜を処刑する。ジョンがデナーリスを刺殺したのちは厳罰を求めるが、〈壁〉への終身刑で妥協し、〈穢れなき軍団〉とともにエッソスへ戻る。 |                                                  |                                                                                       |          |            |
| グレイウィンド | ロブのダイアウルフ                               |                                                                                       | 1-3      |            |
| ロブと共に〈双子城〉の〈釁られた婚儀〉で殺される。 |                                                  |                                                                                       |          |            |
| グレイトジョン | ジョン・アンバー、スターク家の旗主               | クライブ・マントル                                                                    | 1        |            |
| ラスト・ハース城主。ロブのダイアウルフであるグレイウィンドに指を噛み切られるが、ロブを〈北の王〉と宣言する。 |                                                  |                                                                                       |          |            |
| クレイン | サーセイを演じる女優                             | エッシー・デイヴィス                                                                  | 6        | 皆川純子   |
| アリアが暗殺を命じられる。傷ついたアリアの手当てをするが〈浮浪児〉に殺される。 |                                                  |                                                                                       |          |            |
| グレガー・クレゲイン | ラニスター家の家臣 "マウンテン"、サンダーの兄    | コナン・スティーヴンス(S1) イアン・ホワイト(S2) ハフソー・ユリウス・ビョルンソン(S4-) | 1,2,4-8  | 白熊寛嗣   |
| 巨大な体躯と残忍さで悪名高く、〈ロバートの反乱〉においては、レイガー王子の妃のエリアを暴行惨殺したと噂される。タリー家とスターク家の連合軍がラニスター家に対抗した時、タイウィンの命でリヴァーランドを荒らしまわる。ティリオンの決闘裁判では、サーセイの代理闘士となる。エリアの弟のオベリンを殺して決闘裁判に勝つが、瀕死の重傷を負う。治療のためクァイバーンに引き渡される。クァイバーンに再生されて〈王の盾〉に加り、サーセイを護る。セプタ・ユネラを引き渡されて辱める。ミッサンデイを斬首する。〈赤の王城〉がドロゴンによって破壊され、サーセイを護衛して脱出中にサンダーの挑戦を受ける。制止したクァイバーンを殺したのち、弟と戦って同士討ちとなる。 |                                                  |                                                                                       |          |            |
| グレン | 〈冥夜の守人〉、ジョンの友                       | Mark Stanley                                                                          | 1-4      | 玉木雅士   |
| 〈黒の城の戦い〉で5人の仲間と通路を守って巨人と戦い、相討ちとなって死ぬ。 |                                                  |                                                                                       |          |            |
| ケヴァン・ラニスター | 西部の領主タイウィン・ラニスターの弟             | イアン・ゲルダー                                                                      | 1,2,5-6  | 櫻井トオル |
| タイウィンの死後、息子のランセルと共にキングズランディングに戻る。サーセイが権力をふるうのに耐えられず、キャスタリー・ロックに戻る。サーセイが逮捕されたため再びキングズランディングに呼び戻され、〈王の手〉となって小評議会を取り仕切る。小評議会に出席しようとするサーセイを拒否する。大聖堂でのロラスとサーセイの審判に出席するも、サーセイの仕掛けさせた〈火素〉によって爆死する。 |                                                  |                                                                                       |          |            |
| ケニング | モウト(要塞)・ケイリンを占領する鉄諸島人の指揮官 | Grahame Fox                                                                           | 4        | 烏丸祐一   |
| ラムジー・スノウに送られたシオン・グレイジョイの降伏の勧めを拒否するが、部下に裏切られて殺される。 |                                                  |                                                                                       |          |            |
| ゴースト | ジョン・スノウの白子のダイアウルフ               |                                                                                       | 1-8      |            |
| 忠実にジョンを守り行動を共にする。〈冥夜の守人〉の反乱の後は〈クラスターの砦〉で囚われとなるが、ブランに解放され、ラストを殺す。〈黒の城〉に戻った後、アリザー・ソーンの命で再び囚われとなるが、ジョンの命でサムに解放され、〈野人〉と戦う。ジョンが〈堅牢な家〉(ハードホーム)に向かった時には〈黒の城〉に残り、ブラザーに襲われたジリを救う。ジョンの遺体を守って仲間たちと部屋に立てこもる。ジョンに従いウィンターフェルに入り、〈長い夜〉の戦いを戦う。ジョンに託されてトアマンドとともに〈壁〉に行き、のちに流刑となったジョンに再会する。 |                                                  |                                                                                       |          |            |
| 香辛料の王 | クァースの実力者                                 | Nicholas Blane                                                                        | 2        | かぬか光明 |
| 当初はデナーリス・ターガリエンの入市を拒み、そののちも敵対的な態度を見せる。パイアット・プリーとザロ・ゾアン・ダクソスによって殺される。 |                                                  |                                                                                       |          |            |

### 「サ」行
| 役名 | 説明                                                     | 俳優                     | シーズン | 声優       |
| --- | -------------------------------------------------------- | ------------------------ | -------- | ---------- |
| サマー | ブランのダイアウルフ                                     |                          | 1-6      |            |
| 昏睡状態のブランを守って暗殺者を殺し、その後もブランを守って〈壁〉の北に旅する。亡者たちと戦い、洞窟の中で殺される。 |                                                          |                          |          |            |
| サラドール・サーン | スタニスに味方する海賊                                   | ルシアン・ムサマティ     | 2-5      | 西村太佑   |
| 多くの船を抱える海賊で、密輸業者だったころからのダヴォスの友人。〈ブラックウォーターの戦い〉に参加し生き残るが、負けたスタニスを見限る。ブレーヴォスの〈鉄の銀行〉で軍資金を得たスタニスの軍を〈壁〉に輸送する。 |                                                          |                          |          |            |
| ザロ・ゾアン・ダクソス | クァースの豪商で〈十三人組〉のひとり                     | ノンソー・アノジー       | 2        | 間宮康弘   |
| ありもしない富と引き換えにデナーリスと結婚してドラゴンを手に入れようとするが、断られてドラゴンを盗む。パイアット・プリーと企んでクァースの他の実力者たちを殺す。デナーリスの侍女のドリアと共に空の金庫に閉じ込められ、財産を奪われる。 |                                                          |                          |          |            |
| ザンラッシュ | ミーリーンの〈紅の祭司〉                                 | Gerald Lepkowski         | 6        | 田中一永   |
| ジェロルド・ハイタワー | 〈ロバートの反乱〉時の〈王の盾〉総帥                     | Eddie Eyre               | 6        |            |
| 〈ロバートの反乱〉の際、同じく〈王の盾〉のアーサー・デインと共に、〈喜びの塔〉を守ってエダード・スタークに殺されたところをブランに幻視される。 |                                                          |                          |          |            |
| ジェンドリー | ロバート王の落とし子、アリアの友                         | ジョー・デンプシー       | 1-4,7-8  | 櫻井トオル |
| 出自を知らぬまま、武具屋の徒弟として育つが、ロバート王の死後ジョフリーが父の落とし子をすべて殺そうとした時、親方によって〈冥夜の守人〉に送られる。ヨーレンに率いられて、アリアと共に〈壁〉に向かうが、途中でラニスター家に捕えられる。アリアと共に〈ハレンの巨城〉から脱出するが今度は〈旗印なき兄弟団〉に捕えられ、メリサンドルに売られる。スタニスの敵を呪うために王の血を用いた儀式に使われ、さらには犠牲として殺されようとするが、ダヴォスによって救われてドラゴンストーン島を抜け出す。キングズランディングに隠れ住んでラニスター家の武器を作るところをダヴォスに見いだされて脱出する。ジョン・スノウの一行に加わって〈壁〉の北に向かう。一行が〈亡者〉の大軍に包囲された時、ジョンに命令されてイーストウォッチに戻り、デナーリスに助けを求める鴉を送る。ウィンターフェルに入ってアリアに再会する。アリアの求めで特殊な武器を製作し、戦いの前に愛を交わす。〈長い夜〉の戦いを生き延びる。デナーリスによって嫡出子とされ、ジェンドリー・バラシオンとしてストームズエンドの領主に任命される。アリアに求婚するが断られる。キングズランディングに来て戦後処理を話し合う有力諸家の会合に出席する。 |                                                          |                          |          |            |
| ジオー・モーモント | 〈冥夜の守人〉の総帥、ジョラーの父                       | ジェームズ・コスモ       | 1-3      | 木村雅史   |
| かつての〈熊の島〉の領主で、息子ジョラー・モーモントに島を譲って〈冥夜の守人〉に加わり、総帥となる。ジョン・スノウを見込んで自分付きの〈雑士〉とし、指導者としての心得を教える。〈壁〉の北に偵察隊を率いるが、ホワイト・ウォーカーに襲われて〈クラスターの砦〉に逃げ込み、反乱者に殺される。 |                                                          |                          |          |            |
| シャギードッグ | リコンのダイアウルフ                                     |                          | 1-3,6    |            |
| リコンとオシャと共にアンバー家のラスト・ハース城に旅をする。スモールジョン・アンバーがリコンをラムジー・スノウに引き渡した時に、斬首された頭が示される。 |                                                          |                          |          |            |
| ジャノス・スリント | 〈王都の守人〉総帥で後に〈冥夜の守人〉                   | Dominic Carter           | 1-2,4-5  |            |
| キングズランディングの守備隊総帥であったが、エダードを裏切った功で〈ハレンの巨城〉領主に成り上がるが、ロバート王の落とし子を皆殺しにしたため、ティリオンによって〈壁〉に追放される。アリザー・ソーンと親しくなり、ジョン・スノウと敵対する。〈野人〉が〈壁〉を攻める間、脅えて指揮官の任に堪えず食料庫に隠れる。総帥選ではソーンを推すが敗れる。総帥となったジョン・スノウによって無人の砦〈灰色の盾〉(グレイガード)の指揮官に任じられるが拒否し、不服従により斬首される。 |                                                          |                          |          |            |
| ジョノス・ブラッケン | タリー家の旗主                                           | Gerry O'Brien            | 1        | 山本格     |
| ジョジェン・リード | ブランの旅の仲間、ミーラの弟                             | トーマス・サングスター   | 3-4      | 小松史法   |
| スターク家の旗主で〈灰色沼の物見城〉城主のハウランド・リードの息子。姉ミーラと共にウィンターフェルにやってきて、シオンから逃げ出したブランらとともに〈壁〉の北へ向かう。ブランと同様に、幻視で未来を予知する能力を持つ〈緑視者〉である。夢に見た場所に着くが、骸骨の集団に殺される。 |                                                          |                          |          |            |
| ジョン・アリン | かつての〈王の手〉                                       | ジョン・スタンディング   | 1        |            |
| アリンの谷間領主にして、エダードとロバートのかつての里親であり、〈ロバートの反乱〉では二人を助け、後には〈王の手〉としてロバート王を支える。ライサと結婚し息子ロビンをもうける。王妃サーセイの子がロバートの子でないことに気付いた後に毒殺され、ロバートは後任にエダードを指名する。 |                                                          |                          |          |            |
| ジョン・アンバー | グレイトジョンを参照                                     |                          |          |            |
| シリーン・バラシオン | スタニスとセリースの娘でかつて灰鱗病を患う               | ケリー・イングラム       | 3-5      | 藤井ゆきよ |
| 灰鱗病から回復したが醜い痕が顔に残り、ひきこもった人生を送る。父には愛されるが母には冷たくされる。ダヴォスと親しく、文盲の彼に読み方を教える。両親とともに〈壁〉に来る。スタニスの軍とともにウィンターフェルに向かう。大雪で父の軍が進退きわまった時、メリサンドルの助言で火あぶりにされて〈紅き神〉の犠牲に捧げられる。 |                                                          |                          |          |            |
| シリオ・フォレル | ブレーヴォス出身のアリアの剣の師                         | Miltos Yerolemou         | 1        | 最上嗣生   |
| ブレーヴォス第一の剣士。エダードが捕らわれた後、アリアを捕えようとした〈王の盾〉たちと木剣で戦い、アリアの逃げる時間を稼ぐ。だが木剣は折れ、絶体絶命となる。 |                                                          |                          |          |            |
| スター | 〈壁〉の北のゼン族の族長(マグナー)                       | ユーリ・コロコルニコフ   | 4        | 乃村健次   |
| 人肉食を行う巨躯の族長。〈黒の城の戦い〉でジョン・スノウに殺される。 |                                                          |                          |          |            |
| スモールジョン・アンバー | スターク家の旗主アンバー家の一員                         | Dean S. Jagger           | 6        |            |
| グレイトジョンの息子。ウィンターフェルにラムジー・スノウを尋ね、ジョン・スノウが〈野人〉に〈壁〉の通過を許したことを告げて共同戦線を提案する。北部総督となったラムジーへの忠誠は拒否するが、オシャとリコン・スタークを引き渡す。〈落とし子の戦い〉でトアマンドに殺される。 |                                                          |                          |          |            |
| セプタ・ユネラ | 七神正教の修道女                                         | ハンナ・ワディンガム     | 5-6      | 杉浦慶子   |
| 逮捕されたサーセイを厳しく尋問する。裸で街を歩くサーセイの〈恥辱の道〉に付き添う。マージェリーをも厳しく尋問して、偽証罪の自白を求める。釈放された後もマージェリーを監視する。サーセイによって縛られて監禁され、大聖堂爆破の後はグレガー・クレゲインに引き渡され辱められる。 |                                                          |                          |          |            |
| セリース・フロレント | スタニスの妻。タイレル家の有力な旗主フロレント家の出身。 | タラ・フィッツジェラルド | 2-5      | 斉藤貴美子 |
| 死産の胎児を保存し、メリサンドルを信頼し〈光の王〉を深く信奉する。醜い娘のシリーンには辛く当たる。スタニスとともに〈壁〉に来て、さらにはウィンターフェルに向かう。悪天候を変えるため、夫がシリーンを犠牲に捧げることを一旦は支持する。だが儀式の途中で変心し助けようとするが果たせず、目の前で娘が焼死するのを見る。娘を失った悲しみに堪えかね、首を吊って死ぬ。 |                                                          |                          |          |            |

### 「タ」行
| 役名 | 説明                                                       | 俳優                                          | シーズン | 声優       |
| --- | ---------------------------------------------------------- | --------------------------------------------- | -------- | ---------- |
| タイエニー・サンド | オベリン・マーテルの落とし子の娘〈砂蛇〉                   | ロザベル・ラウレンティ・セラーズ              | 5-7      | Lynn       |
| ドーンで落とし子を意味する"サンド"姓を付けられる。両刀の短剣と毒の使い手。母エラリア・サンドに賛同し、父オベリンの復讐を求める。ミアセラ誘拐を図り、ミアセラを連れ出そうとしたジェイミーとブロンと戦い、毒剣でブロンを傷つけるが、アリオ・ホター率いる兵に逮捕される。ブロンに胸を見せつけて興奮させ、毒を活性化させて自分を世界最高の美女と呼ぶことを強いてから解毒剤を与える。エラリアのクーデターに加わり、アリオを殺す。ヤーラの船に乗るがユーロンの艦隊に襲われて捕えられる。キングズランディングに連行されて母エラリアと共に鎖につながれ、サーセイにミアセラと同じ毒を盛られ、母親の目前で死んで朽ち果てる。 |                                                            |                                               |          |            |
| ダグマー | シオンを助ける鉄諸島人                                     | ラルフ・アイネソン                            | 2        | 佐々木誠二 |
| シオンと共にウィンターフェルを占領する。だがボルトン家の軍勢に包囲され、シオンを引き渡せば解放すると言う条件に騙され、皮を剥がれて殺されたことが後にわかる。 |                                                            |                                               |          |            |
| タラ・ターリー | サムウェル・ターリーの妹                                   | レベッカ・ベンソン                            | 6        | 佐藤美由希 |
| ティコ・ネストリス | ブレーヴォスの〈鉄の銀行〉の行員                           | マーク・ゲイティス                            | 4-5,7    | 田中一永   |
| 〈鉄の玉座〉に多大な債権を持つ。ダヴォス・シーワースに説得されて、スタニス・バラシオンに戦費を融資する。負債の支払いの交渉に来たメイス・タイレルを迎える。返済を求めてキングズランディングに来てサーセイに会う。タイレル家から奪った財宝で返済され、新たに融資を行う。 |                                                            |                                               |          |            |
| ディコン・ターリー | サムウェル・ターリーの弟                                   | フレディー・ストローマ(S6) トム・ホッパー(S7) | 6-7      | 増元拓也   |
| 臆病な兄に代わってホーンヒルのターリー家の跡継ぎとなる。サーセイの呼びかけに応え、父ランディルとともにキングズランディングに参上し、ハイガーデンを攻める。帰り道、デナーリス軍に襲われる。デナーリスへの服従を拒否し、父ランディル・ターリーと共にドラゴンの炎で焼き殺される。 |                                                            |                                               |          |            |
| デニス・マカリスター | 〈壁〉の指揮官の一人                                       | J・J・マーフィー                              | 5        |            |
| ドーラン・マーテル | ドーンの最上位の名家マーテル家の長                         | アレクサンダー・シディグ                      | 5-6      | 木下浩之   |
| 激情的なドーン人としては珍しく冷静な人物。弟オベリンの死の復讐を求める、オベリンの愛人のエラリア・サンドの訴えを退ける。ミアセラを連れ出そうとしたジェイミーとブロン、ミアセラを誘拐しようとしたエラリアと〈砂蛇〉を逮捕させる。 ジェイミーと話し、エラリアが脅迫をサーセイに送ったことを知る。ジェイミーを釈放しミアセラをキングズランディングに戻す代わりに、〈小評議会〉の席を世継ぎの息子トリスタンのために得る。ラニスター家への軟弱な姿勢に不満なエラリアによって殺される。 |                                                            |                                               |          |            |
| 賭博師 | アリアが暗殺を命じられたブレーヴォスの保険屋である痩せた男 | Oengus MacNamara                              | 5        | 烏丸祐一   |
| ドリア | デナーリスの侍女                                           | ロクサーヌ・マッキー                          | 1-2      | 合田絵利   |
| クァースでデナーリスを裏切ってドラゴンが盗まれるのを助け、ザロ・ゾアン・ダクソスとともに金庫に閉じ込められる。 |                                                            |                                               |          |            |
| トリスタン・マーテル | ドーラン・マーテルの長男で世継ぎ                           | トビー・セバスチャン                          | 5-6      | 畠中祐     |
| ミアセラと婚約し、愛し合うようになる。ミアセラを連れ出しに来たブロンに殴り倒される。アリオ・ホターが殴る条件で、ブロンを赦免する。〈小評議会〉の一員となるため、ミアセラと共にキングズランディングに行く。船の中で、エラリア・サンドのクーデターに加わったオバラに殺される。 原作では上に兄と姉がおり世継ぎではない。 |                                                            |                                               |          |            |
| ドロゴン | デナーリスの最大の黒いドラゴン                             |                                               | 1-       |            |
| 夫であるカール・ドロゴにちなんで名づけられる。大きくなり獣性を増したために閉じ込められようとするが逃げ出す。デナーリスがミーリーンの闘技場で〈ハーピーの息子たち〉に襲われ絶体絶命となった時に現れ、デナーリスを救い出して飛び去り、荒野に降ろす。デナーリスとともにミーリーンに戻り、ヴィセーリオン、レイガルとともに包囲する艦隊を燃やす。デナーリスとともにラニスター軍を襲うが、ブロンのスコーピオンに傷つけられる。ジョン・スノウに懐く様子を見せる。〈長い夜〉の戦いではデナーリスを乗せて戦う。キングズランディング攻めではユーロンの艦隊、城壁上のスコーピオン、城門を破壊し、その後も街中の建物と敵兵、民衆を焼き尽くす。ジョンがデナーリスを刺殺したのち、怒りから炎で〈鉄の玉座〉を溶かすもジョンには手を出さず、デナーリスの躯をつかんでエッソスに飛び去る。 |                                                            |                                               |          |            |
| ドロラス・エッド | エディソン・トレットを参照                                 |                                               |          |            |
| ドントス・ホラード | 道化の身分に落とされた騎士                                 | トニー・ウェイ                                | 2,4      |            |
| ジョフリーの命名式で酒に酔って醜態をさらし処刑されそうになるが、サンサに助命され、道化となる。礼としてサンサに母の形見の首飾りを贈るが、そこには密かに毒が隠されている。ジョフリーが婚儀で毒殺された時、混乱の中からサンサを連れて逃げ出すが、船にたどり着いたところでピーター・ベイリッシュに殺される。 |                                                            |                                               |          |            |

### 「ナ」行
| 役名 | 説明                                     | 俳優                   | シーズン | 声優     |
| --- | ---------------------------------------- | ---------------------- | -------- | -------- |
| ナイメリア | アリアのダイアウルフ                     |                        | 1,7      |          |
| ジョフリーに怪我をさせたために、アリアと離ればなれになる。狼の群れを率い、アリアに再会する。 |                                          |                        |          |          |
| ナイメリア・サンド | オベリン・マーテルの落とし子の娘〈砂蛇〉 | ジェシカ・ヘンウィック | 5-7      | 森なな子 |
| ドーンで落とし子を意味する"サンド"姓を付けられる。鞭の使い手。エラリア・サンドに賛同し、父オベリンの復讐を求める。ミアセラ誘拐を図り、ミアセラを連れ出そうとしたジェイミーとブロンと戦うが、アリオ・ホター率いる兵に逮捕される。キングズランディングに向かう船に乗り、オバラと共にエラリアのクーデターに加わってトリスタンを殺す。ヤーラの船に乗るところ、ユーロンの艦隊に襲われて殺される。 |                                          |                        |          |          |
| ネッド・アンバー | スターク家の旗主アンバー家の世継ぎ       | Harry Grasby           | 7-       |          |
| アンバー家の裏切りをジョン・スノウに許され、家を継ぐ。〈死者の軍団〉に〈最後の炉端城〉を襲われ、〈亡者〉にされて残される。 |                                          |                        |          |          |

### 「ハ」行
| 役名 | 説明                                           | 俳優                                       | シーズン | 声優       |
| --- | ---------------------------------------------- | ------------------------------------------ | -------- | ---------- |
| パイアット・プリー | クァースの黒魔導師で〈十三人組〉の一人         | イアン・ハンモア                           | 2        | 岩崎ひろし |
| ザロ・ゾアン・ダクソスと共謀し、デナーリスのドラゴンを〈不死者の館〉に捕えるが、その炎に焼かれて殺される。 |                                                |                                            |          |            |
| ハイ・セプトン | 七神正教の総司祭                               | Paul Bentley                               | 5        | 間宮康弘   |
| 七神正教の最高位にあったが、売春宿にいるところを敬虔な狂信者の一派である〈雀〉たちに見つかり、裸で通りを歩かされて侮辱される。サーセイによって投獄され総司祭の職を解かれる。 |                                                |                                            |          |            |
| パイセル | 王宮に仕える上級学匠(グランド・メイスター)     | ジュリアン・グローヴァー                   | 1-6      | 白熊寛嗣   |
| 七王国のメイスターたちの最高位にあり、長年小評議会の一員として長く王に仕える老齢の人物。サーセイに内通したため、〈王の手〉代理であったティリオンに一時期牢に入れられる。ティリオンの裁判では、サーセイの意を汲んで告発に沿う偽証を行う。サーセイが逮捕されたため、ケヴァンを呼び寄せて〈王の手〉とする。サーセイの意を受けたクァイバーンによって、〈小鳥たち〉の少年少女に殺される。 |                                                |                                            |          |            |
| バイター | 〈壁〉に連れて行かれる囚人                     | ジェラード・ジョーダン                     | 2,4      |            |
| エイモリー・ローチがヨーレンの一行を襲った時、牢の中で焼け死にしそうになるところを、アリア・スタークに救われ、後にはエイモリー・ローチの軍に加わる。アリアとサンダー・クレゲインが旅する時、サンダーの首にかかった懸賞金目当てにサンダーを襲うが返り討ちにあう。 |                                                |                                            |          |            |
| バウエン・マーシュ | 〈壁〉の雑士長                                 | マイケル・コンドロン                       | 5-6      | 烏丸祐一   |
| 総帥ジョン・スノウを暗殺するアリザー・ソーンの仲間に加わる。甦ったジョンによって絞首刑に処される。 |                                                |                                            |          |            |
| ハウランド・リード | スターク家の旗主リード家当主                   | Leo Woodruff                               | 6        |            |
| ミーラとジョジェンの父で、〈ロバートの反乱〉におけるエダードの戦友。南部との境にあるネック(地峡)の沼地にある〈灰色沼の物見城〉(グレイウォーター・ウォッチ)城主。エダードとともに、リアナ・スタークを救出するためドーンの〈喜びの塔〉に向かい、アーサー・デインを後ろから刺して倒す。 |                                                |                                            |          |            |
| ハラルド・カースターク | スターク家の旗主カースターク家当主             | Paul Rattray                               | 6        | 増元拓也   |
| 兄たちが戦死し、父リカードがロブに処刑された後、家を継ぐ。ルース・ボルトンに忠誠先を変え、サンサ・スタークの逃げる先の〈黒の城〉襲撃を主張し、ラムジーに従い、ルースを殺すのを見る。〈落とし子の戦い〉に参加するも戦死する。原作には登場しない。 |                                                |                                            |          |            |
| ハリー・ストリックランド | エッソスの傭兵軍団〈黄金兵団〉の指揮官         | Marc Rissman                               | 8        |            |
| 2万人の兵をつれてユーロン・グレイジョイの艦隊でキングズランディングに来る。城門前の戦いで死ぬ。 |                                                |                                            |          |            |
| ビアンカ | イゼンバロの劇団員でサンサ役を演じる           | Eline Powell                               | 6        | 佐藤美由希 |
| ヒズダール・ゾ・ロラク | ミーリーンの裕福な〈偉大なる親方〉             | ジョエル・フライ                           | 4-5      | 玉木雅士   |
| ミーリーンの裕福な名家である〈偉大なる親方〉の家の出身。その父親は奴隷の子供を磔にすることに反対していたが、ミーリーン陥落後にデナーリスに磔にされる。父の遺体の埋葬許可をデナーリスに願い、許される。後に、デナーリスの統治に服するよう〈賢明なる親方〉を説得するために、ダーリオ・ナハーリスと共にユンカイに送られ、使命を果たして戻る。闘技場の再開を繰り返しデナーリスに願うが退けられる。バリスタン・セルミーが〈ハーピーの息子たち〉に殺された後、他の親方たちとともにデナーリスに捕えられるが、ミーリーンの旧支配層との講和を決意したデナーリスと結婚する。デナーリスと闘技場に出席するが、〈ハーピーの息子たち〉に襲われ何度も刺されて死ぬ。                                                                                        |                                                |                                            |          |            |
| ピップ | 〈冥夜の守人〉、ジョンの友                     | ジョセフ・アルティン                       | 1,3,4    | 櫻井トオル |
| 〈黒の城の戦い〉でイグリットに首を射ぬかれて殺される。 |                                                |                                            |          |            |
| ブリンデン・タリー | キャトリンらの叔父、"ブラックフィッシュ"       | クライヴ・ラッセル                         | 3,6      | 伊藤和晃   |
| 長年兄ホスターと不仲であり、アリンの谷間でジョン・アリンに仕える。エドミュアの婚儀では、裏切りを察知して席を立ち逃げおおせる。フレイ家に奪われたリヴァーラン城を奪回し立てこもり、甥エドミュアを殺すという脅しにも屈しない。ジェイミーの降伏の勧めを拒否し、ブライエニーの、開城してサンサの軍に加わってくれという願いにも応じない。エドミュアが釈放されて入城し降伏を命令した時、抵抗して殺される。 |                                                |                                            |          |            |
| 〈浮浪児〉 | 〈顔のない男たち〉の徒弟の娘                   | フェイ・マーセイ                           | 5-6      | 大津愛理   |
| ブレーヴォスの〈黒と白の館〉で〈数多の顔を持つ神〉に仕える。アリアと共に死体を洗い続けるが、アリアには冷たく当たる。盲目となって通りで乞食をするアリアを訪ねては棒術の稽古を挑んで打ちすえる。アリアが〈黒と白の館〉に戻った後も訓練を続ける。アリアが暗殺命令に背いた事を目撃し、アリアを殺す許可をジャクェン・フ=ガーから得て、変装して近づき何度も腹を刺す。アリアを手当てしたレディ・クレインを殺し、アリアを追いかけるて返り討ちにあう。 |                                                |                                            |          |            |
| ベイロン・グレイジョイ | 〈鉄諸島〉のグレイジョイ家当主                 | パトリック・マラハイド                     | 2-3,6    |            |
| 10年ほど前にロバート王に対して反乱を起こすも敗れて息子達を失い、シオンを人質としてエダードに差し出した。娘のヤーラを、鉄諸島では前例のない女性後継者に指名する。スターク家に育てられその気風に染まったシオンを軽蔑し、シオンが持ってきたロブからの連合の提案を一蹴し、手薄になった〈北部〉を攻める。ラムジー・スノウがシオンの陰茎を送って寄こした時にも脅迫を退け、見殺しにしようとする。戦争から戻った〈北部〉の諸侯に大陸の拠点を奪い返され、死んだはずの弟ユーロン・グレイジョイによって吊り橋から投げ落とされて死ぬ。 |                                                |                                            |          |            |
| ベリック・ドンダリオン | 無法者集団〈旗印のない兄弟団〉の長             | David Scott(S1) リチャード・ドーマー(S3,6) | 1,3,6-8  | 土田大     |
| 〈王の手〉エダードの命で、リヴァーランドを荒らすグレガー・クレゲインを討伐するためにソロスらと軍を率いるが、グレガーに殺される。ソロスによって6度死から甦り、〈旗印のない兄弟団〉を率いてリヴァーランドを荒らす者たちを倒す。アリア、ジェンドリー、ハウンドを捕えるが、ハウンドは決闘裁判の結果解放し、ジェンドリーはメリサンドルに売り、アリアには脱走される。ハウンドに再会し、北での戦いに誘う。〈壁〉のイーストウォッチに来て、ジョン・スノウの一行に加わって〈壁〉の北に向かい、〈亡者〉を捕えるも盟友のソロスを失う。イーストウォッチで、ドラゴンが〈壁〉を破壊するのを目撃する。トアマンドとともに〈死者の軍団〉に襲われた後の〈最後の炉端城〉に入る。〈長い夜〉の戦いでは、ハウンドとともにアリアを守って真の死を迎える。           |                                                |                                            |          |            |
| ベンジェン・スターク | 〈冥夜の守人〉の哨士長。エダード・スタークの弟 | ジョゼフ・マウル Matteo Elezi(少年期)      | 1,6,7    | 木村雅史   |
| 落とし子であるために不遇の甥ジョン・スノウを〈壁〉に誘う。〈壁〉の北の偵察から戻らず、生死不明となる。ホワイト・ウォーカーに殺され、亡者にされようとするところを〈森の子〉の魔法で救われる。亡者に囲まれたブランとミーラを救う。二人を〈壁〉に連れて来るが、死者であるために〈壁〉を通り抜けられない。〈壁〉の北に遠征したジョンを救って馬を与えた後、〈亡者〉の大群に襲われて倒れる。 |                                                |                                            |          |            |
| ホーダー | ブランを背負うスターク家の召使                 | クリスチャン・ナイアン Sam Coleman(少年期) | 1-4,6    | 山本格     |
| 本名はウィリスだが、「ホーダー」という言葉しか発さないためにこう呼ばれる。巨躯で知性が劣り、巨人の血が入っていると噂される。下半身不随となったブランを背負い、ウィンターフェルを脱出して〈壁〉の北に向かう。しばしばブランに憑依される。少年のころは普通に多くの言葉を話していた事がわかる。ブランが過去の幻視の中で少年時代のホーダーを見ながら現在のホーダーに憑依し、ミーラに何度も「扉を守って」(Hold the door)と呼びかけられ、洞窟の扉を守り続けて亡者に殺される。少年時代のホーダーは引きつけの発作を起こして「ホーダー」としか話せなくなる。 |                                                |                                            |          |            |
| ホスター・タリー | タリー家の長。キャトリンらの父                 | クリス・ニューマン                         | 3        |            |
| 弟のブリンデンとは不仲である。病死して川葬に付され、長男のエドミュアが跡を継ぐ。 |                                                |                                            |          |            |
| ホット・パイ | パン屋の息子でアリアの友                       | ベン・ホーキー                             | 1-4,7    | 品田美穂   |
| アリアらと〈ハレンの巨城〉から逃げ出すが、一行と別れて宿屋に勤める。サンサ・スタークを探すブライエニーとポドリック・ペインに出会って、アリアが生きていると教える。ウェスタロスに戻ったアリアに再会する。 |                                                |                                            |          |            |
| ポドリック・ペイン | ティリオンの従者                               | ダニエル・ポートマン                       | 2-8      | 白川周作   |
| ティリオンに忠実に仕え、〈ブラックウォーターの戦い〉の最中には〈王の盾〉の暗殺者からティリオンの命を救う。 ジョフリー暗殺後、ティリオンを陥れる証言を拒んだため身に危険がおよび、スターク家の娘たちの保護を誓ったブライエニーの従士となり王都を去って旅に同行する。サンダー・クレゲインと共にいるアリアと遭遇するが逃げられ、次にピーター・ベイリッシュと共にいるサンサを見つけ、ブライエニーとともに後を追ってウィンターフェルに来てサンサを見守る。城を脱出したサンサとシオンを救う。ブライエニーとともに〈黒の城〉にやって来る。その後もブライエニーと行動を共にする。キングズランディングではティリオンとブロンに再会する。ブライエニーとともにウィンターフェルに入る。〈長い夜〉の戦いを生き延びる。騎士に任じられ、ブラン王に仕える。 |                                                |                                            |          |            |
| ボボーノ | イゼンバロの劇団員でティリオン役を演じる       | Leigh Gill                                 | 6        | 烏丸祐一   |
| ポリヴァー | ロミーを殺したラニスター家の家来               | アンディ・ケリガー                         | 2,4      | 上田燿司   |
| ヨーレン率いるアリアを含む一行を襲ったエイモリー・ローチの隊の一員であり、足を痛めたロミーを殺し、アリアの剣〈ニードル〉を奪う。後にサンダー・クレゲインとアリアに宿屋で出会い、戦いとなる。アリアによってロミーと同様に殺され、〈ニードル〉を取り返される。 |                                                |                                            |          |            |

### 「マ」行
| 役名 | 説明                                     | 俳優                                                  | シーズン        | 声優            |
| --- | ---------------------------------------- | ----------------------------------------------------- | --------------- | --------------- |
| マーリン・トラント | 〈王の盾〉の騎士                         | イアン・ビーティー                                    | 1-5             | 白熊寛嗣        |
| アリアを捕えにやって来て木剣しかもたないシリオ・フォレルを圧倒し、おそらくは倒す。ジョフリー殺しの裁判では、ティリオンを陥れる証言をする。メイス・タイレルに同行してブレーヴォスに行く。売春宿で少女を虐待するが、顔を変えたアリアに殺される。 |                                          |                                                       |                 |                 |
| マットス・シーワース | ダヴォス・シーワースの息子               | Kerr Logan                                            | 2               | 白川周作        |
| 〈ブラックウォーターの戦い〉で戦死する |                                          |                                                       |                 |                 |
| マルコ | 奴隷商人の頭                             | アドウェール・アキノエ＝アグバエ                      | 5               | 間宮康弘        |
| ジョラーとティリオンを見つけて捕え、ヴォランティスに連れて行って売ろうとするが、ティリオンに説得されて二人をミーリーンに連れて行き闘技場の闘士として競売にかけ、イェッザンに売る。 原作には登場しない。 |                                          |                                                       |                 |                 |
| マンス・レイダー | 〈野人〉の王、〈壁の向こうの王〉         | キアラン・ハインズ                                    | 3-5             | 菅生隆之        |
| かつて〈冥夜の守人〉の一員であったが脱走し、やがてホワイト・ウォーカーの脅威から逃れるために多くの〈野人〉を率い、〈壁の向こうの王〉と呼ばれるようになる。ジョン・スノウの投降を受け入れ、トアマンドとともに〈壁〉を超えて南側に行かせる。トアマンドの隊と連動して〈壁〉を南北両側から同時に攻める。スタニスの大軍の前に降伏し、拘留される。スタニスに膝を屈して〈野人〉をスタニス軍に加えることを拒否して火あぶりにされるが、ジョンが矢を射て苦痛を短くする。 |                                          |                                                       |                 |                 |
| マンドン・ムーア | 〈王の盾〉の騎士、ティリオンを襲う       | James Doran                                           | 1-2             |                 |
| 〈ブラックウォーターの戦い〉で突如ティリオンを襲うが、ポドリック・ペインに殺される。 |                                          |                                                       |                 |                 |
| ミーラ・リード | ブランの旅の仲間、ジョジェンの姉         | エリー・ケンドリック                                  | 3-4,6-7         | 堀井千砂        |
| スターク家の旗主でネックの領主ハウランド・リードの娘。ジョジェンとともにウィンターフェルに来て、逃げ出したブランの一行と旅をする。〈壁〉を超え、ブランと共にジョジェンが夢に見た場所に着く。ジョジョンの死を悲しみ、洞窟の中に隠れ住む事を嫌がるが、いずれブランに必要とされると〈森の子ら〉のリーフに諭される。ホワイト・ウォーカーと亡者が洞窟を襲った時、ブランを運んで逃げる。ブランに憑依されたホーダーに「扉を押さえて」(Hold the door)と呼びかけ続け、「ホーダー」としか言えなくなる結果を招く。一人でブランを運んで逃げ、亡者に囲まれたところをベンジェンに救われる。ブランと共に〈壁〉を通り、ウィンターフェルに来る。ブランに別れを告げ、故郷に戻る。 |                                          |                                                       |                 |                 |
| ミアセラ・バラシオン | サーセイの娘。ジョフリーの妹、トメンの姉 | Aimee Richardson(S1-2) ネル・タイガー・フリー(S5-6)   | 1,2,5-6         | 佐藤美由希      |
| 兄弟と同じく、実の父親はジェイミー・ラニスターである。〈ブラックウォーターの戦い〉の直前、マーテル家との連合のためにドーンに送られ、トリスタンと婚約させられて愛し合うようになる。叔父で実の父のジェイミーがやって来てウォーターガーデンから連れ出そうとする。またエラリア・サンドに唆された〈砂蛇〉が誘拐し、殺されたオベリンの復讐に体の一部を切り取ってキングズランディングに送ろうとするが、共に失敗する。トリスタンと結婚してドーンに留まりたいとジェイミーに願う。ジェイミーと共にキングズランディングに戻る途中、父であることを知っていると告白するが、直後にエラリア・サンドに盛られた毒で死ぬ。                                                        |                                          |                                                       |                 |                 |
| ミアのソロス | 〈光の王〉の祭司、〈旗印のない兄弟団〉   | ポール・ケイ                                          | 3,6-7           | 遠藤純一        |
| ロバート王を改宗させるためにエッソスからやってきたが果たさず、後にはグレガー・クレゲインを討伐するベリック・ドンダリオンの軍に加わり〈旗印のない兄弟団〉を結成してリヴァーランドを荒らす者たちを討つ。〈光の王〉の力によってドンダリオンを死から6度蘇らせる。その後もベリックと行動を共にする。〈光の王〉の啓示に従って〈壁〉のイーストウォッチに来て、ジョン・スノウの一行に加わって〈壁〉の北に向かう。〈亡者〉と化した熊に襲われて傷を負い、死ぬ。亡骸はドンダリオンによって焼かれる。 |                                          |                                                       |                 |                 |
| 〈三つ目の鴉〉 | ブランの夢に繰り返し現れる謎の存在       | ストルアン・ロジャー(S4) マックス・フォン・シドー(S6) | 4,6             | 宝亀克寿        |
| 夢の中で、三つ目の鴉の姿で〈壁〉の北の木の下で自分を探せと繰り返し呼びかける。〈壁〉の北の洞窟で、ウィアウッドの根の間に座る老人の姿で、ブランと出会う。ブランを指導し、幻視の中で共に過去のウィンターフェルやドーンに旅する。洞窟を襲ったホワイト・ウォーカーに殺される。のちに、ブランがその名前を継ぐ。 |                                          |                                                       |                 |                 |
| ミランダ | ラムジー・スノウの残虐な召使にして愛人   | シャーロット・ホープ                                  | 3-5             | 佐藤美由希      |
| ドレッドフォートの犬番の娘。逃げ出した女性をラムジーと共に狩る。ラムジーと婚約したサンサに嫉妬し、犬小屋にいるシオンに会わせる。ラムジーが狩って殺した愛人たちの話をサンサに聞かせて脅す。逃げ出そうとしたサンサを捕まえて脅すが、シオンに殺される。 原作には登場しない。 |                                          |                                                       |                 |                 |
| ミリ・マズ・ドゥール | ラザール人の治療者で妖女                 | ミア・ソテリュー                                      | 1               | 西宏子          |
| ドスラク人に襲撃された村の生き残りの妖女。デナーリスに助命されるが、ドスラク人を深く恨む。馬の命を用いる妖術によってデナーリスの胎児の命を奪い、カール・ドロゴを植物状態に陥れる。太陽が西から昇り東に沈むようなことでもなければ、二度と子を持つことはないとデナーリスに告げる。ドロゴの火葬で焼き殺される。 |                                          |                                                       |                 |                 |
| メイス・タイレル | 河間平野(リーチ)の領主                   | ロジャー・アシュトン―グリフィス                       | 4-6             | 木村雅史        |
| 母オレナにも娘マージェリーにも侮られる愚純な人物。マージェリーをレンリーに嫁がせてその支持に回るが、レンリーの死後はラニスター家と同盟して、今度はマージェリーをジョフリーに嫁がせ、海軍大臣となる。ジョフリー暗殺の裁判では裁判官の一人となる。タイウィンの死後は、ティリオンに代わって大蔵大臣を兼ねる。マージェリーを陥れようとする摂政太后サーセイにより、〈鉄の玉座〉の負債の1割の返済を求める〈鉄の銀行〉との交渉のためにブレーヴォスに送られる。息子ロラスとマージェリーを救うために兵を率いて大聖堂を囲むが、トメンがハイ・スパロウと和解したために引き下がる。〈大聖堂〉でのロラスの審判に出るが、サーセイの仕掛けさせた〈火素〉により爆死する。       |                                          |                                                       |                 |                 |
| メイスター・ウォルカン | ボルトン家のメイスター                   | Richard Rycroft                                       | 6-8             |                 |
| ボルトン家に従ってウィンターフェルに来る。〈落とし子の戦い〉でボルトン家が滅びた後は、スターク家に仕える。 |                                          |                                                       |                 |                 |
| メイスター・エイモン | →エイモンを参照                          | →エイモンを参照                                       | →エイモンを参照 | →エイモンを参照 |
| メイスター・クレッセン | スタニスに仕えるメイスター               | オリヴァー・フォード―デイヴィス                       | 2               |                 |
| かつてシリーンの〈灰鱗病〉の進行を食い止める。メリサンドルを暗殺しようと共に毒酒を飲んで死ぬ。 |                                          |                                                       |                 |                 |
| メイスター・ルーウィン | スターク家に仕えるメイスター             | ドナルド・サンプター                                  | 1-2             | 上田燿司        |
| シオンがウィンターフェルを占領した時、鉄諸島人に腹を刺されて死ぬ。 |                                          |                                                       |                 |                 |
| メレッサ・ターリー | ランディル・ターリーの妻、サムの母       | サマンサ・スパイロ                                    | 6               | 堀越真己        |
| モサドール | デナーリスに仕えるミーリーンの元奴隷     | リース・ノイ                                          | 4-5             |                 |
| デナーリスに呼応して決起し、主人である〈偉大なる親方〉を倒す。後にデナーリスの重臣として仕える。デナーリスに背いて〈ハーピーの息子たち〉の囚人を殺し、処刑される。 原作では〈ハーピーの息子たち〉に殺される〈穢れなき軍団〉の一員で、ミッサンデイの兄の名である。 |                                          |                                                       |                 |                 |

### 「ヤ」行
| 役名 | 説明                         | 俳優                                               | シーズン | 声優     |
| --- | ---------------------------- | -------------------------------------------------- | -------- | -------- |
| ヤーラ・グレイジョイ | シオンの姉、原作ではアシャ   | ジェンマ・ウィーラン                               | 2-4,6-8  | 永吉ユカ |
| シオンがスターク家に人質に取られた後、鉄諸島のグレイジョイ家の後継ぎとして扱われる。父ベイロンが、ラムジーに捕えられたシオンを見捨てた時、一隊を率いてボルトン家の本拠地ドレッドフォートを襲うが、シオンに救出を拒否されて退く。大陸での拠点を失ったため、戦争の終結をベイロンに訴える。ベイロンの死後、〈塩の玉座〉を求めるが、選王民会の決めることだと祭司に一蹴される。選王民会では鉄諸島に戻ったシオンの支持を得て王座を求めるが、叔父ユーロンに敗れ、シオンや支持者たちと艦隊を盗んで逃げだす。ヴォランティスを経由してミーリーンに着き、船を差し出す代わりに〈塩の玉座〉への支持を求め、デナーリスと同盟する。デナーリスの軍を乗せてウェスタロスに戻る。キングズランディングを攻める軍勢を乗せるためにドーンに向かう途中、ユーロンの艦隊に襲われて捕えられ、キングズランディングに連行される。シオンに救いだされ、鉄諸島に戻る。キングズランディングに来て戦後処理を話し合う有力諸家の会合に出席する。 |                              |                                                    |          |          |
| ユーロン・グレイジョイ | シオンの叔父                 | ピルウ・アスベック                                 | 6-8      | 中村悠一 |
| 航海中に死んだはずであったが密かに〈鉄諸島〉に戻り、兄ベイロン・グレイジョイを吊り橋から投げ落として殺す。選王民会では、デナーリスと結婚して同盟することを訴えて姪ヤーラを破り、〈塩の王座〉に着く。ヤーラに船を盗まれた後に艦隊を新造し、結婚と同盟を求めてキングズランディングのサーセイのもとに来るが退けられる。ドーン軍を乗せたヤーラの艦隊を襲って壊滅させ、オバラ、ナイメリアを殺し、ヤーラ、エラリア、タイエニーを捕虜とする。捕虜をキングズランディングに連行してサーセイに渡し、海相に任命される。キャスタリーロックを落城させた〈穢れなき軍団〉を運んだ艦隊を壊滅させる。〈亡者〉を見せられて脅え、〈亡者〉が泳げないことを知って鉄諸島に逃げ帰る。だがこれはサーセイと示し合わせた偽りであり、〈黄金兵団〉をエッソスに迎えに行き、キングズランディングに連れ帰る。デナーリスの艦隊を待ち伏せて破壊し、ドラゴンのレイガルを大矢で殺す。デナーリスに乗るドロゴンによって艦隊を壊滅させられ、浜辺にたどりついてジェイミーを襲い、重傷を与えるも致命傷を受けて死ぬ。 |                              |                                                    |          |          |
| ヨーレン | 〈冥夜の守人〉の新兵募集係   | フランシス・マギー                                 | 1        | 最上嗣生 |
| エダード逮捕の後キングズランディングに隠れていたアリアを見つけ出し、髪を切って男の子に見せかけて〈北部〉に連れて行こうとする。ジェンドリーを探すエイモリー・ローチの軍に殺される。 |                              |                                                    |          |          |
| ヨーン・ロイス | アリンの谷間の貴族           | ルパート・ヴァンシタート                           | 4-8      | 間宮康弘 |
| ライサの死の件でピーター・ベイリッシュを詰問する。ロビン・アリンを里子として預かるが、軟弱な成長ぶりに失望する。サンサをウィンターフェルに連れて行ったとベイリッシュを責めるが、旅程を漏らしてボルトン家に誘拐されたと嘘で逆襲され、ベイリッシュに対するロビンの盲信がゆえに屈服する。ベイリッシュに従ってウィンターフェルに来る。広間を谷間の兵で固め、サンサによるベイリッシュの裁判と処刑を見守る。その後もサンサの側近となる。ロビンとともにキングズランディングに来て戦後処理を話し合う有力諸家の会合に出席する。 |                              |                                                    |          |          |
| 〈夜の王〉 | ホワイト・ウォーカーの指導者 | リチャード・ブレイク(S4,S5) Vladimir Furdik(S6-S8) | 4-8      |          |
| クラスターに捧げられた男の赤子をホワイト・ウォーカーに変える。他のホワイト・ウォーカーや〈亡者〉を率いてハードホームを襲い、ジョン・スノウの目の前で〈野人〉やナイツウォッチの死者を蘇らせ、〈亡者〉に加える。ブランの幻視で、かつて人間であったが、〈森の子ら〉によってドラゴングラスを心臓に刺されてホワイト・ウォーカーとされた事がわかる。幻視の中のブランを見つけて印をつけ、亡者の軍を率いてブランのいる洞窟を襲い、〈三つ目の鴉〉を殺す。〈亡者〉の大軍を率いて〈壁〉に向かい、ジョンの一行を包囲する。救援に飛来したデナーリスのドラゴンのうちヴィセーリオンを氷の槍によって殺し、後に蘇生させて自軍に加える。ヴィセーリオンに乗り、その炎で〈壁〉を破壊し、軍を南に通過させる。〈長い夜〉の戦いでは、大軍を率いてウィンターフェルを攻め、ヴィセーリオンに乗ってデナーリス、ジョンの乗るドラゴン2頭と戦う。地面に落下してもドラゴンの炎に焼かれても倒れず、死者を蘇らせて亡者にして生者の軍を圧倒する。〈神々の森〉のブランを殺そうとする寸前、アリアのヴァリリア鋼の短剣によって刺されて体は崩れ落ち、他のホワイト・ウォーカーもまた崩壊し、すべての亡者は動きを止める。 |                              |                                                    |          |          |

### 「ラ」行
| 役名 | 説明                                             | 俳優                                                     | シーズン | 声優       |
| --- | ------------------------------------------------ | -------------------------------------------------------- | -------- | ---------- |
| ライサ・タリー | キャトリンの妹、故ジョン・アリンの妻             | ケイト・ディッキー                                       | 1,4      | 坂井恭子   |
| かつてタリー家の里子であったピーター・ベイリッシュと恋仲であったが引き裂かれ、老齢のジョン・アリンと結婚させられる。息子ロビン・アリンを溺愛し、〈五王の戦い〉には参加せず、〈アリンの谷間〉に引きこもる。姉キャトリンが、息子ブラン暗殺未遂の疑いでティリオンを連れて来た時には、決闘裁判の結果釈放する。姪サンサを高巣城に迎え、ベイリッシュと結婚する。ベイリッシュのために、夫ジョンを毒殺し、ラニスター家のせいにしたことが明らかになる。ベイリッシュがサンサにキスしたところを目撃し、サンサを脅すがベイリッシュに〈月の扉〉から突き落とされて殺される。 |                                                  |                                                          |          |            |
| ラカーロ | デナーリスに仕えるドスラクの血盟騎手             | エリス・ガベル                                           | 1-2      |            |
| カール・ドロゴに仕え、その死後はデナーリス・ターガリエンに仕えるドスラク人の血盟の騎手。デナーリスらの一行が〈赤い荒地〉を彷徨う時、3方面に出した斥候の一人となるが、殺されて首だけが馬の鞍袋に入れられて戻る。 |                                                  |                                                          |          |            |
| ラスト | 〈冥夜の守人〉の反乱者                           | Luke McEwan                                              | 1,3,4    | 西村太佑   |
| ジョン・スノウのダイアウルフのゴーストに殺される。 |                                                  |                                                          |          |            |
| ランセル・ラニスター | サーセイらの従弟                                 | ユージン・サイモン                                       | 1-2,5-6  | 玉木雅士   |
| ロバート王の従者を務めながら従姉のサーセイと肉体関係にあり、狩りに出る前のロバートにワインを飲ませて重傷を負わせる結果を招く。サーセイとの関係をジョフリーに知らせるとティリオンに脅され、サーセイの秘密を漏らすようになる。タイウィンが死んだ後、父ケヴァンと共にキングズランディングに戻るが、ロバートの死に関わったことを悔いて七神正教の狂信者の一派である〈雀〉の一員となっている。仲間の〈雀〉とともにピーター・ベイリッシュの売春宿にいるハイ・セプトンを襲い、屈辱を与える。正教の聖兵に加わり、額に正教のシンボルを刻む。キングズランディングに戻ったベイリッシュを脅す。サーセイと共謀してロバート王の死を謀ったことを証言し、サーセイの逮捕を招く。サーセイとロラスの審判の際、サーセイが仕掛けさせた〈火素〉によって爆死する。 |                                                  |                                                          |          |            |
| ランディル・ターリー | サムウェル・ターリーの父                         | ジェームズ・フォークナー                                 | 6-7      | 天田益男   |
| タイレル家の旗主でホーンヒル(〈角の丘城〉)の領主。〈ロバートの反乱〉ではロバートを破った唯一の指揮官。臆病な長男のサムを廃嫡して〈壁〉に追放し、次男のディコンを後継ぎとする。野人を嫌い、ジリと子供を預けに来たサムを侮辱して追い出す。女王となったサーセイの呼びかけに応じてキングズランディングに参上する。南部総督の地位を約束されて主君であるタイレル家を裏切り、ハイガーデン城を攻める。戦利品を獲てキングズランディングに戻る途中、デナーリス率いるドラゴンとドスラク人の軍に襲われる。敗れるがデナーリスへの服従を拒否してドラゴンに焼き殺される。 |                                                  |                                                          |          |            |
| リーフ (木の葉) | ウェスタロスの先住民族〈森の子ら〉の一員         | Octavia Alexandru(S4) Kae Alexander(S6)                  | 4,6      | Lynn       |
| 小柄な少女の姿である。ブランが夢に見た〈壁〉の北のウィアウッドの下の場所に来た時、一行を襲う怪物たちを火球で撃退して救い、洞窟の中に案内する。いずれブランは洞窟を出てゆき、その時には必要とされるとミーラ・リードに話す。ホワイト・ウォーカーは、〈最初の人々〉と戦うために〈森の子ら〉が作り出した存在であることをブランに認める。ホワイト・ウォーカーと亡者が洞窟を襲った時に自爆してブランらを逃がす。 |                                                  |                                                          |          |            |
| リアナ・スターク | エダード・スタークの妹                           | Cordelia Hill(少女期) アイスリング・フランシオシ(青年期) | 6        |            |
| かつて、レイガー・ターガリエンによって誘拐された事がロバート・バラシオンと兄エダードによる〈ロバートの反乱〉の原因となったが、戦争の間に死んだと伝えられる。ブランが幻視の中でウィンターフェルにいた少女時代の姿を見る。ドーンの〈喜びの塔〉にいるところを、兄エダードが救出に来る。瀕死のリアナは、生まれたばかりのジョン・スノウをエダードに託し、真の名前エイゴン・ターガリエンを兄にささやく。レイガーと愛し合い、正式に結婚していたことが分かる。 |                                                  |                                                          |          |            |
| リアナ・モーモント | 〈熊の島〉の幼い女領主                           | ベラ・ラムジー                                           | 6-8      | 佐藤美由希 |
| スターク家の旗主。ジョラーの従妹。スタニスが援軍を求めた時には、スターク家にのみ従うと言って断る。ジョン・スノウの援軍の求めには、ダヴォス・シーワースの説得に応じ、62人の兵を出して自ら〈落とし子の戦い〉に率いる。戦後のウィンターフェルでは、参陣しなかった北部諸侯を責め、最初にジョンを〈北の王〉であると宣言する。ジョンが王の名乗りをやめてデナーリスを女王と仰いだことに不満を漏らす。〈長い夜〉の戦いでは巨人を倒して死ぬ。 |                                                  |                                                          |          |            |
| リカード・カースターク | スターク家の旗主カースターク家の長               | Steven Blount (S1) John Stahl (S2-3)                     | 1-3      | 木村雅史   |
| スターク家の親戚でロブの軍に加わる。ジェイミーに息子を殺されるが、キャトリンがジェイミーを釈放したことに怒り、ロブの命に背いて捕虜のラニスター家の少年を殺す。ロブによって処刑され、カースターク軍はロブの軍を去る。 |                                                  |                                                          |          |            |
| リコン・スターク | スターク家の末息子                               | アート・パーキンソン                                     | 1-3,6    | 清水理沙   |
| 兄ブランとともにシオンに占領されたウィンターフェルから逃れる。その後はオシャ、ダイアウルフのシャギードッグとともに旗主アンバー家のラスト・ハース城に向かう。だがオシャとともに、スモールジョン・アンバーによってラムジー・スノウに引き渡される。〈落とし子の戦い〉では、ジョンをおびき寄せる囮に使われ、ラムジーに射殺される。 |                                                  |                                                          |          |            |
| レイ | 〈谷間〉で小集団を率いる司祭                     | イアン・マクシェーン                                     | 6        | 岩崎ひろし |
| 元兵士。瀕死のサンダー・クレゲインを救い、自らが率いる小集団の仲間に加える。何者かに集団を皆殺しにされ、自らもくびり殺される。原作には登場しない。 |                                                  |                                                          |          |            |
| レイガー・ターガリエン | デナーリス、ヴィセーリスの兄                     | Wilf Scolding                                            | 7        |            |
| ブランによる幻視の中で登場する。狂王エイリスの長男で世継ぎの王子。ロバート・バラシオンの婚約者リアナ・スタークと恋に落ち、妻エリアとの結婚を無効にした上でリアナと結婚し、息子エイゴン・ターガリエン(ジョン・スノウ)をもうける。リアナを誘拐したと断じたロバートによる反乱で命を落とし、ターガリエン家の崩壊を招く。 |                                                  |                                                          |          |            |
| レイガル | デナーリスのドラゴン                             |                                                          | 1-       |            |
| デナーリスの兄レイガーにちなむ。大きくなり獣性を増したため、ヴィセーリオンと共に閉じ込められる。ミーリーンが包囲された時には、脱出してドロゴン、ヴィセーリオンと共に敵艦隊を焼く。〈長い夜〉の戦いではジョンを乗せて飛び、〈夜の王〉の乗る亡者と化したヴィセーリオンと戦う。キングズランディング沖で待ち伏せたユーロン艦隊の大矢によって殺される。 |                                                  |                                                          |          |            |
| レディ | サンサのダイアウルフ                             |                                                          | 1        |            |
| アリアのダイアウルフのナイメリアがジョフリーを傷つけて逃げたため、復讐を求めるサーセイの要求によって、エダードに殺される。 |                                                  |                                                          |          |            |
| レンリー・バラシオン | ロバート王の末弟                                 | ゲシン・アンソニー                                       | 1-2      | 櫻井トオル |
| 兄ロバート王によって、バラシオン家代々の領地であるストームランドの領主とされ、貧しいドラゴンストーンの領主とされた次兄スタニスよりも大きな勢力を持つ。スタニスと違い人好きのする人物である。ロバートの死後、王妃サーセイの子らがロバートの子ではなく王位継承権はないと訴え、王になることを宣言して軍をあげてバラシオン家の旗主の大部分を集める。ブライエニーを〈王の盾〉に加える。マージェリーと結婚してタイレル家の支持を得るが、女性には欲望を覚えず、マージェリーの兄ロラスと男色関係にある。メリサンドルの魔法が生み出したスタニスの顔をもつ生き物に殺され、その軍の大部分はスタニスにつく。 |                                                  |                                                          |          |            |
| ローサー・フレイ | ウォルダー公の息子                               | Daniel Tuite                                             | 3,6      | 烏丸祐一   |
| フレイ軍が再び参加する交渉のため、ウォルダー・リヴァーズとともにロブ・スタークの陣を訪ねる。〈釁られた婚儀〉では身ごもったタリサ・マイギアの腹を何度も突き刺す。ウォルダーとともにブリンデン・タリーにリヴァーラン城を奪われ、奪回するために包囲軍を率いる。アリアによって殺され、肉を切り刻まれたパイを父に食べさせられる。 |                                                  |                                                          |          |            |
| ロージ | 〈壁〉に連れて行かれる囚人                       | アンディ・ベックウィズ                                   | 2,4      | 西村太佑   |
| ヨーレンがアリアらを率いて〈壁〉に向かう時に、エイモリー・ローチによって襲撃され、牢の中の焼死の危険からアリアによって救われる。後にアリアと旅するサンダー・クレゲインを、懸賞金目当てにバイターと共に襲うが、アリアによって殺される。 |                                                  |                                                          |          |            |
| ロス | 北部出身の娼婦でベイリッシュのスパイ             | エスメ・ビアンコ                                         | 1-3      | 坂井恭子   |
| ベイリッシュを裏切りヴァリスに内通したために、ジョフリーに引き渡され殺される。 |                                                  |                                                          |          |            |
| ロズリン・フレイ | ウォルダー・フレイ公の娘でエドミュア・タリーの妻 | アレクサンドラ・ドーリング                               | 3        |            |
| エドミュアとの間に息子をもうける。 |                                                  |                                                          |          |            |
| ロック | ボルトン家の家臣                                 | ノア・テイラー                                           | 3-4      | 烏丸祐一   |
| キャトリンに釈放されたジェイミーとブライエニーを捕える。ジェイミーに裏切りを持ちかけられたために怒り、その右腕を切り落とす。ブライエニーを熊と戦わせてなぶり殺しにしようとするがジェイミーに阻まれる。その後スターク家の血を絶つために〈壁〉に送られて〈冥夜の守人〉に加わり、ジョン・スノウに近づく。ジョンの隊に加わって〈クラスターの砦〉に行き、捕らわれていたブランを殺そうとするが、ブランに操られたホーダーに首の骨を折られ殺される。 原作には登場しない。 |                                                  |                                                          |          |            |
| ロドリック・カッセル | スターク家の武術師範                             | ロン・ドナキー                                           | 1-2      | 西村太佑   |
| キャトリンと共にキングズランディングに旅する。後にシオンがウィンターフェルを占領した際に殺される。 |                                                  |                                                          |          |            |
| ロビン・アリン | ジョン・アリンとライサの息子                     | リノ・ファシオリ                                         | 1,4-６,8 | 畠中祐     |
| ライサにより過保護に育てられる。幼く病弱ながら、父ジョンの死後は〈高巣城〉の城主、アリンの谷間の最上位の領主となる。母ライサに殺された後はピーター・ベイリッシュに後見され、ヨーン・ロイスの里子となる。サンサがボルトン家に奪われたというベイリッシュの嘘を信じる。キングズランディングに来て戦後処理を話し合う有力諸家の会合に出席する。 原作ではロバート。 |                                                  |                                                          |          |            |
| ロベット・グローヴァー | ディープウッド・モットの領主                     | ティム・マッキナリー                                     | 6-       | 乃村健次   |
| スターク家の旗主。かつて留守中に鉄諸島人に城を奪われ、ロブではなくボルトン家に奪回してもらったため、ジョン・スノウの対ボルトン家の戦いへの援軍の求めを拒否する。ジョンの勝利の後はウィンターフェルに来陣して、ジョンを〈北の王〉と宣言する。だが〈死者の軍団〉の来襲に際しては、ジョンの呼びかけに応じず〈深林の小丘城〉にこもる。 |                                                  |                                                          |          |            |
| ロボダ | ハードホームのゼン族の指導者                     | ザハリ・バハロフ                                         | 5        | 広田みのる |
| ジョン・スノウの同盟の申し出を断るが、ジョンと共にホワイト・ウォーカーと戦い、殺される。原作には登場しない。 |                                                  |                                                          |          |            |
| ロミー | 〈壁〉に向かうアリアの仲間                       | エロス・ヴラホス                                         | 1,2      |            |
| 染物師の徒弟で、盗みを働いたためジェンドリーやアリア、ホットパイらと共にヨーレンに連れられて〈壁〉に向かうが、ジェンドリーを探すエイモリー・ローチの隊に襲われ、足を怪我していて足手まといになるために、ポリヴァーに喉を刺されて死ぬ。アリアは死んだロミーの事をジェンドリーだと偽って、ジェンドリーの命を救う。後にアリアはポリヴァーを殺して敵を打つ。 |                                                  |                                                          |          |            |
| ロラス・タイレル | マージェリーの兄、〈花の騎士〉                   | フィン・ジョーンズ                                       | 1-6      | 川原慶久   |
| 原作では三男だがドラマではタイレル家の一人息子で後継ぎである。女性たちの人気を集めるハンサムな騎士であるが、実はレンリーと男色関係にあり、その男色趣味は広く知られている。スターク家が壊滅した後、タイレル家が〈北部〉を手に入れるために、サンサとの縁談が進められる。だがラニスター家の横槍で破談となり、サーセイと婚約させられるが、タイウィンの死によって解消される。サーセイの許可した七神正教の聖兵によって、男色の罪で投獄される。審問では容疑を否定するが、男娼オリヴァーの証言により裁判にかけられることになる。偽証でマージェリーまで逮捕される。トメンが七神正教と同盟した後も釈放されない。大聖堂での審判では罪を認め、聖兵に加わるも、サーセイの仕掛けさせた〈火素〉の大爆発で死ぬ。                                           |                                                  |                                                          |          |            |
| ロリス・ストークワース | ブロンの婚約者、城主の次女                       | Elizabeth Cadwallader                                    | 5        | 品田美穂   |
| ブロンを買収するためにサーセイによって婚約させられる。 |                                                  |                                                          |          |            |

### 「ワ」行
| 役名                                                                                                 | 説明                                       | 俳優                 | シーズン | 声優   |
| --- | ------------------------------------------ | -------------------- | -------- | ------ |
| ワイマン・マンダリー                                                                                 | スターク家の旗主、ホワイトハーバーの領主。 | ショーン・ブロワーズ | 6        | 山本格 |
| 〈落とし子の戦い〉には参陣しないが、戦後ウィンターフェルに来てジョン・スノウを〈北の王〉と宣言する。 |                                            |                      |          |        |